# Juicios por delitos de lesa humanidad en Argentina
Los juicios por delitos de lesa humanidad en Argentina son las causas llevadas a cabo por las violaciones a los derechos humanos realizadas en el marco de un genocidio ocurrido durante la última dictadura cívico-militar en la Argentina (1976-83), como resultado de los procesos de Memoria, Verdad y Justicia.

## Antecedentes

### CONADEP
La CONADEP (Comisión Nacional sobre la Desaparición de Personas) fue una comisión asesora creada por el presidente Raúl Alfonsín el 15 de diciembre de 1983 con el objetivo de investigar las graves, reiteradas y planificadas violaciones a los derechos humanos cometidos durante la dictadura militar.
La comisión recorrió todo el país en busca de testimonios de sobrevivientes, de familiares, de represores y de los edificios utilizados como centros de detención; realizaron un inventario de todas las desapariciones denunciadas y de todos los centros clandestinos; confeccionaron mapas, clasificaron los relatos e hicieron un análisis a fin de reconstruir el modo de operar del terrorismo de Estado.
La comisión produjo un informe final, nombrado Nunca más, que registraba parcialmente la existencia de 8961 desaparecidos y de 380 centros clandestinos de detención.

### Juicio a las Juntas Militares
En 1984, la Cámara Federal desplazó al tribunal militar ante la evidencia de la demora injustificada de la justicia militar para enjuiciar a las juntas militares, por lo que se hizo cargo directamente de la causa. El juicio tuvo una gran trascendencia internacional y sobre todo para la región, en donde en los países limítrofes como Chile, Uruguay o Brasil, que sufrieron crímenes similares, llevar a los represores ante la justicia fue imposible y nunca condenaron a sus criminales.
Entre el 22 de abril y el 14 de agosto de 1985 se realizó el juicio en el que declararon 833 personas, entre ellos ex detenidos desaparecidos, familiares de las víctimas y personal de las fuerzas de seguridad. El juicio demostró la responsabilidad de los jerarcas de las juntas y la falsedad de cualquier hipótesis sobre «excesos propios de cualquier acción militar» como pretendían los comandantes.
Condenas
- Jorge Rafael Videla fue condenado a reclusión perpetua e inhabilitación absoluta perpetua con la accesoria de destitución como autor responsable de los delitos de homicidio agravado por alevosía reiterado en dieciséis casos, por homicidio agravado por alevosía y por el concurso de varias personas en cincuenta casos, por la privación ilegal de la libertad agravada por amenazas y violencias en 306 casos, por tormentos en 93 casos, por tormentos seguidos de muerte en cuatro casos, por robo en veintiséis y fue absuelto por falta de pruebas por homicidio calificado en diecinueve casos, privación ilegítima de la libertad calificada en 94 casos, tormentos en 164 casos, por robo en 64 casos, por sustracción de menor en seis casos, por reducción a servidumbre en 23 casos, por usurpación en cinco casos, por secuestro extorsivo en tres casos, por falsedad ideológica en 120 casos y por supresión de documento público.[2]
- Emilio Eduardo Massera fue condenado a reclusión perpetua e inhabilitación absoluta perpetua con la accesoria de destitución como autor responsable de los delitos de homicidio agravado por alevosía en tres casos, por privación ilegal de la libertad calificada por violencia y amenazas en 69 casos, por tormentos reiterados en doce casos y por robo en siete casos y fue absuelto por falta de pruebas por homicidio calificado en 83 casos, por privación ilegal de la libertad calificada en 440 casos, por tormentos reiterados en 260 casos, por robo en noventa y nueve casos, por tormentos seguidos de muerte en cinco casos, por sustracción de menor en seis oportunidades, por supresión de documento público, por reducción a servidumbre en 23 casos, por usurpación en cinco casos, por secuestro extorsivo, por extorsión en dos casos y por falsedad ideológica en 127 casos.[2]
- Roberto Eduardo Viola fue condenado a diecisiete años de prisión y a inhabilitación absoluta perpetua con la accesoria de destitución.
- Armando Lambruschini fue condenado a ocho años de prisión y a inhabilitación absoluta perpetua con la accesoria de destitución.
- Orlando Ramón Agosti fue condenado a cuatro años y seis meses de prisión y a inhabilitación absoluta perpetua con la accesoria de destitución.
- Omar Domingo Rubens Graffigna y Arturo Basilio Lami Dozo fueron absueltos porque asumieron la comandancia después que se cerrara el único centro de detención de su fuerza. Leopoldo Fortunato Galtieri y Jorge Isaac Anaya fueron absueltos porque no se pudo demostrar que personal a su cargo siguiera cometiendo alguno de los delitos del sistema ilegal de represión implementado cuando ellos asumieron el poder.[2]

### Ley de Punto Final y Ley de Obediencia Debida
Luego del juicio a las juntas militares y de los alzamientos «carapintada», se dictaron dos leyes —Ley de Punto Final y Ley de Obediencia Debida— que virtualmente detuvieron las causas por los crímenes cometidos durante la dictadura.
La Ley 23 492, llamada «de Punto Final», fue promulgada en 1986 por el presidente Raúl Alfonsín, y estableció la paralización de los procesos judiciales contra los imputados como autores penalmente responsables de haber cometido crímenes de lesa humanidad.
La Ley 23 521 «de Obediencia Debida» fue promulgada por el presidente y estableció una presunción iuris et de iure —sin admitir prueba en contrario— respecto de que los delitos cometidos por los miembros de las Fuerzas Armadas argentinas durante el terrorismo de Estado no eran punibles, por haber actuado en virtud de la denominada «obediencia debida».
Estas normas, a las que se conocería como «leyes de impunidad», se dictaron por iniciativa del gobierno de Alfonsín luego de los levantamientos «carapintadas», para intentar contener el descontento de la oficialidad del Ejército Argentino, eximiendo a los militares por debajo del grado de coronel, de la responsabilidad en los delitos cometidos siguiendo la cadena jerárquica militar. De ese modo, tuvo lugar el desprocesamiento de la mayoría de los imputados en causas penales por terrorismo de Estado.
Los únicos juicios que se llevaron a cabo fueron por el robo sistemático de recién nacidos, y con causas no vinculadas directamente a crímenes de lesa humanidad —asociación ilícita, la falsificación de documentos públicos, etc.

### Indultos presidenciales
En 1989 y en 1990, Carlos Menem firmó una serie de decretos en los que indultaba a civiles y militares condenados por delitos durante la dictadura militar, mediante los que fueron liberadas más de 1200 personas. Entre los indultados se encontraban todos los jefes militares procesados que no habían sido beneficiados por las leyes de Punto Final y Obediencia Debida, Leopoldo Fortunato Galtieri, Jorge Isaac Anaya, Basilio Lami Dozo, Jorge Rafael Videla, Emilio Massera, Orlando Ramón Agosti, Roberto Viola, Armando Lambruschini, Ramón Camps, Ovidio Riccheri, Norma Kennedy, Duilio Brunello, José Alfredo Martínez de Hoz y Guillermo Suárez Mason.

### Juicios por la Verdad
En 1998 se presentó ante la Comisión Interamericana de Derechos Humanos (CIDH) una de las fundadoras de Abuelas de Plaza de Mayo, Carmen Aguiar de Lapacó, y alegó que el Estado argentino vulneraba el derecho a la verdad y el derecho a la justicia, debido a que las llamadas «leyes de impunidad» y el perdón presidencial no podían ser invocados para impedir también la determinación de lo ocurrido con Alejandra Lapacó y el destino final de su cuerpo; pues el delito de desaparición forzada continuaba en ejecución hasta tanto la víctima no apareciera. En 1999 se firmó un Acuerdo de Solución Amistosa entre las partes en el que el Estado argentino se comprometía a garantizar una investigación por la verdad de los hechos denunciados en el ámbito de la justicia penal aunque sin posibilidad de imputación y de condena. También se le asignaba competencia exclusiva a las Cámaras Nacionales en lo Criminal y Correccional Federal de todo el país para conocer en todos los casos de averiguación de la verdad sobre el destino de las personas desaparecidas con anterioridad al 10 de diciembre de 1983, con la excepción de las causas por secuestro de menores ya que habían quedado por fuera de los impedimentos legales consagrados por la leyes y los indultos.
A partir del Acuerdo se reabrieron en todas las provincias las investigaciones penales sin posibilidad de imputación y de condena. A esta etapa judicial las causas en investigación se denominaron «Juicios por la Verdad Histórica». En ella, las personas señaladas como responsables eran citados como testigos ya que no podían ser procesados y condenados; y debían cumplir con la obligación de decir la verdad de todo cuanto sabían bajo pena de estar cometiendo el delito de falso testimonio. En este marco aquellos que se negaron a declarar fueron sometidos a algunos días de arresto por los jueces.

### Anulación de las «leyes de impunidad» y de los indultos
En marzo de 2001 en el marco del caso «Simón» presentado por el CELS, el juez federal Gabriel Cavallo declaró por primera vez la nulidad de las leyes de Punto Final y de Obediencia Debida afirmando que eran incompatibles con las obligaciones internacionales asumidas por el Estado argentino a partir de la elevación a rango constitucional de los Tratados Internacionales que consagró la reforma constitucional de 1994. Esta decisión fue luego confirmada por la Cámara Federal de Apelaciones de Buenas Aires.
En agosto de 2003, se promulgó la ley 25 779, que anula las leyes de Punto Final y de Obediencia Debida, y un fallo de la Corte Suprema de Justicia, que declara la invalidez e inconstitucionalidad de ambas leyes, se habilitó el avance de las causas judiciales por los delitos cometidos durante la dictadura militar. Además, la Corte Suprema de Justicia declaró inconstitucionales los indultos concedidos por el expresidente Carlos Menem, lo cual quitó la última traba legal a la realización de los juicios.
Ese año, luego de la anulación de las llamadas «leyes de impunidad», los diferentes fiscales involucrados comenzaron con las investigaciones de los hechos, pero las causas que involucraban a los indultos presidenciales se vieron frenadas hasta el año 2006.
En 2005 comenzaron a formularse los pedidos de elevación juicio de las diferentes causas. Los diferentes juicios, que se llevan a cabo desde el año 2007, se realizaron a través de todo el país. Las causas más conocidas son: el Caso Simón, Batallón 601, Von Wernich, Etchecolatz, Centro clandestino ESMA, Primer Cuerpo, Plan Cóndor, Masacre de Margarita Belén, Masacre de Trelew, Tercer Cuerpo y Barreto, Gonçalves y D’Amico (desprendimiento de la causa Riveros).

## Juicios con sentencia

### 2006

#### Julio Héctor Simón
- Imputados: 1
- Víctimas: 3
- Condenados: 1

El 4 de agosto de 2006, el exsuboficial de la Policía Federal Julio Héctor Simón fue condenado por el Tribunal Oral Federal N. 5 de la Capital Federal a veinticinco años de prisión, por la detención ilegal y los tormentos infligidos a José Poblete y Gertrudis Hlaczik y por la ocultación de una menor, hija del matrimonio, que en ese momento tenía ocho meses de edad —causas 1056/06 y 1207/06—.
En la tarde del 27 de noviembre de 1978, José Liborio Poblete Roa, su esposa Gertrudis Marta Hlaczik y la hija de ambos, Claudia Víctoria Poblete, fueron llevados al centro clandestino de detención «El Olimpo» —dependiente del Primer Cuerpo de Ejército— donde el matrimonio fue torturado por distintas personas entre las que se encontraba Simón. Allí permanecieron alrededor de dos meses, hasta que fueron sacados sin que se tengan noticias de su paradero.
Luego, fue sentenciado a veintitrés años de prisión en la causa «Batallón 601» por los secuestros, torturas y desaparición forzada de personas, al regresar al país, en 1979 y 1980.

#### Miguel Etchecolatz
- Imputados: 1
- Víctimas: 14
- Condenados: 1

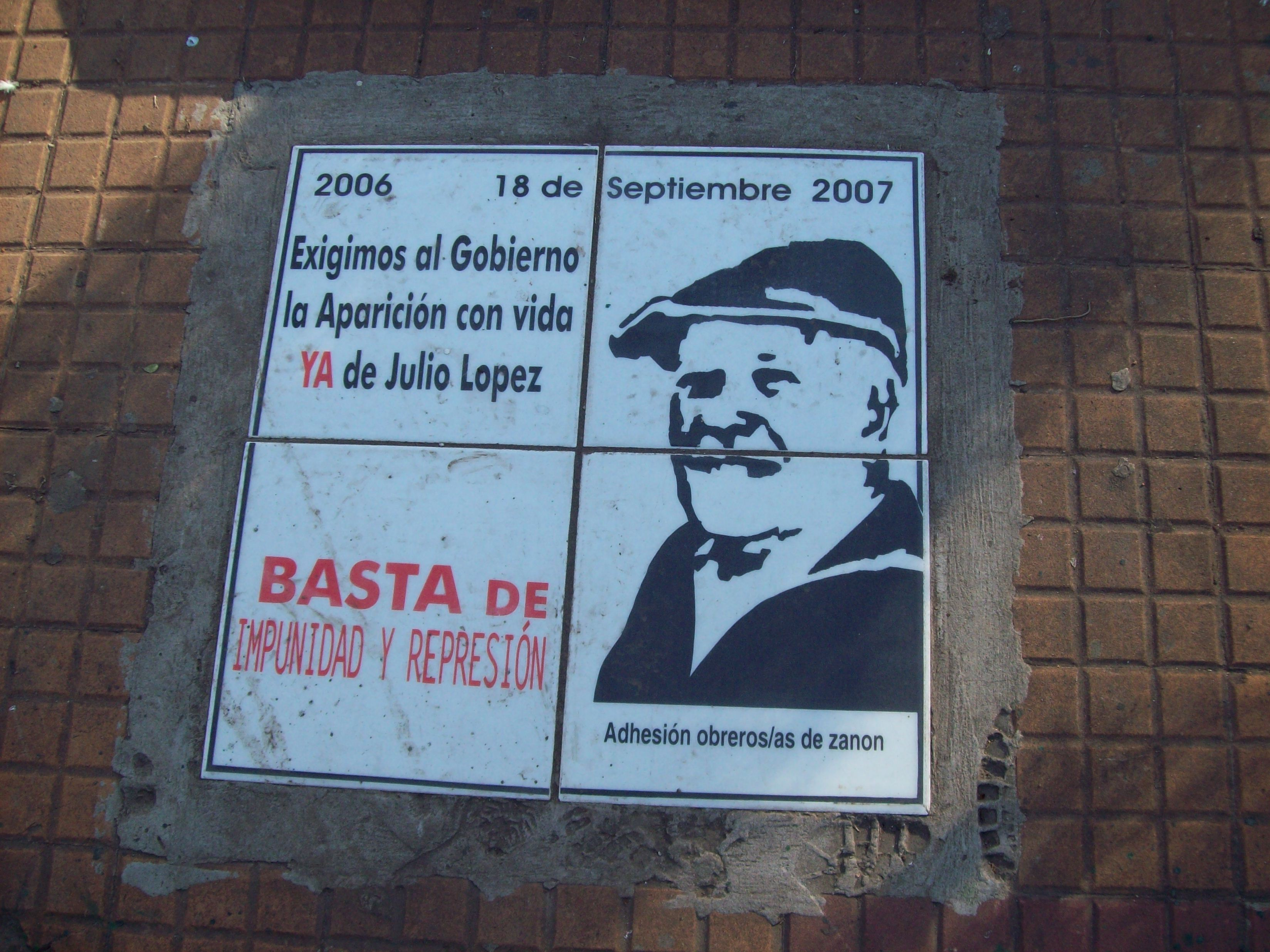
Placa en la Pirámide de Plaza de Mayo que recuerda la desaparición de Jorge Julio López.

Miguel Etchecolatz fue el primer represor llevado a juicio oral y público en Argentina luego de la anulación de las leyes de impunidad. El Tribunal Oral en lo Criminal Federal N.º 1 de La Plata el 19 de noviembre de 2006 halló a Miguel Osvaldo Etchecolatz culpable de todos los crímenes que le fueron imputados y dictó una sentencia de reclusión perpetua e inhabilitación absoluta perpetua.
La condena tuvo dos hechos sobresalientes, fue la primera vez que fue reconocido que «todos esos hechos configuran delitos de lesa humanidad cometidos en el marco del genocidio que tuvo lugar en la República Argentina entre los años 1976 y 1983». Además, también se dictó que se niegue el beneficio de la prisión domiciliaria a Etchecolatz debido a que al ser juzgado y gozar de ese beneficio se comprobó que tenía en su posesión «juicio una pistola de grueso calibre y una cantidad significativa de municiones» y porque «Etchecolatz evidenció con sus acciones un desprecio total por el prójimo y formando una parte esencial de un aparato de destrucción, muerte y terror. (...) cometió delitos atroces y la atrocidad no tiene edad».
En el marco de esta causa se dio la segunda desaparición de Jorge Julio López, el día 18 de septiembre de 2006, en la ciudad de La Plata, quien era querellante en la causa y un testigo clave, dado que sus declaraciones involucraron a por lo menos 62 militares y policías.

### 2007

#### Contraofensiva I
- Imputados: 9
- Víctimas: 6
- Condenados: 7

Este juicio contra integrantes de las Fuerzas Armadas tuvo objetivo de determinar la responsabilidad de parte de la cúpula del Batallón 601 en el secuestro y tortura de seis militantes montoneros que fueron detenidos ilegalmente al ingresar al país en el marco de la operación denominada Contraofensiva. Cinco
de las víctimas permanecen desaparecidas. El Batallón 601 era el centro de recepción y análisis de información obtenida tanto en las sesiones de tortura perpetradas en centros clandestinos de detención como en las infiltraciones de agentes de inteligencia en sindicatos, universidades y fábricas. La causa se rigió por el Código de Procedimientos viejo (de carácter escrito). Por estos hechos fueron condenados el general retirado Cristino Nicolaides a 25 años; el exjefe de la Central de Reunión, Jorge Arias Duval a 25 años; el agente de inteligencia Santiago Manuel Hoya; así como los militares Juan Gualco a 23 años;Waldo Roldán a 23 años; Carlos Fontana a 21 años; Pascual Guerrieri a 20 años; y el expolicía Julio Héctor Simón a 23 años.

#### ESMA I - Febres
- Imputados: 1
- Víctimas: 4
- Condenados: 0

Este juicio fue el primero desde la reapertura en el que se juzgaron crímenes cometidos en la Escuela de Mecánica de la Armada. Involucró una serie de hechos que ya se encontraban listos para ser llevados a juicio en los años ochenta, antes de que la ley de Obediencia Debida lo impidiera. El juicio incluyó solo cuatro casos de víctimas sobrevivientes, y a un solo imputado, el ex prefecto naval Héctor Antonio Febres. El 10 de diciembre de 2007, cuatro días antes de la lectura de la sentencia, Febres murió producto de la ingesta de arsénico mientras se encontraba detenido en la dependencia de la Prefectura Naval de Zona Delta. Las circunstancias de esa muerte son aún desconocidas. Febres había sido identificado por las víctimas como el encargado de sustraer a los bebés nacidos en la ESMA y ubicarlos en familias de apropiadores. La muerte del ex prefecto dio cuenta de la necesidad de un mayor control de las condiciones en las que se encuentran detenidos los imputados por crímenes de lesa humanidad, en ese entonces muchos de ellos detenidos en dependencias de sus propias fuerzas.

#### Von Wernich
- Imputados: 1
- Víctimas: 41
- Condenados: 1

Es la causa que llevó el por Tribunal Oral en lo Criminal N.º 2 de La Plata (Causa 2506/07), luego de haber corrobado la “conspicua intervención” de Von Wernich en el denominado circuito Camps, quien estuvo a cargo de la Policía de la Provincia de Buenos Aires y tuvo bajo su dirección varios de los centros clandestinos de detención (CCD) ubicados en esa provincia. Durante este juicio se pudo comprobar que su presencia en los lugares de cautiverio cumplía una función dentro del engranaje represivo: escudado en su rol de sacerdote, Christian Von Wernich tenía como trabajo sustraer información a las víctimas y acallar los reclamos de sus familiares.
El 6 de marzo de 2009, el acusado fue hallado culpables de los 42 casos de privación ilegal de la libertad, 31 casos de tortura y 7 homicidio, y fue condenado a la pena de “reclusión perpetua”, por crímenes cometidos en el marco del “genocidio”. En los fundamentos de la condena los jueces sostuvieron que Christian Federico Von Wernich era «un torturador y asesino que formó parte de un comprobado plan criminal y para llevar adelante su tarea utilizó los hábitos sacerdotales de la Iglesia Católica Apostólica Romana autoatribuyéndose una misión pastoral».
El 27 de marzo de 2009 la Sala I de la Cámara Nacional de Casación Penal, integrada por los doctores Raúl Madueño, Juan Carlos Rodríguez Basavilbaso y Juan Fégoli, confirmó “en todos sus términos” la sentencia a reclusión perpetua, inhabilitación absoluta perpetua, accesorias legales y costas dictada por el Tribunal Oral en lo Criminal Federal N.º 1 de La Plata en octubre de 2007.

### 2008

#### Berthier
- Imputados: 3
- Víctimas: 1
- Condenados: 3

Es la causa por la apropiación de María Eugenia Sampallo Barragán, quien fue la primera nieta recuperada que se presentó como querellante contra sus apropiadores. Se acusó al excapitán del Ejército Enrique José Berthier de la apropiación de la niña recién nacida en un centro clandestino de destención y luego entregarla, junto con un certificado de nacimiento falso, al matrimonio Rivas - Gómez Pinto con quien tenía una relación de amistad. Los tres acusados fueron condenados por sustracción, retención, ocultamiento y supresión de identidad.

#### Caggiano Tedesco
- Imputados: 1
- Víctimas: 1
- Condenados: 1

Es la causa contra Carlos Caggiano Tedesco, que fue el responsable máximo del Área 232, por el secuestro de Alfredo González, exdecano de la facultad de Ciencias Exactas de la Universidad Nacional de Misiones. González había sido detenido secuestrado el 4 de marzo de 1978, y fue visto por última vez en «La casita de Mártires», en donde habría muerto luego de haber sido sometido a reiteradas torturas. Caggiano Tedesco fue condenado a 25 años de prisión por este crimen.

#### Masacre de Fátima
- Imputados: 3
- Víctimas: 30
- Condenados: 2

En esta causa se juzgaron los hechos ocurridos en 1976, cuando fueron asesinadas 30 personas que se encontraban detenidas en la superintendencia de la Policía Federal y luego se intentó atribuir el crimen a las organizaciones armadas. El juicio estuvo a cargo del Tribunal Oral Federal N.º 5 y dictó en 2008 la sentencia, donde condenó a Juan Carlos Lapuyole y a Carlos Gallone a prisión perpetua, y dictó la absolución de Miguel Ángel Timarchi.

#### Menéndez-Brandalis
- Imputados: 8
- Víctimas: 4
- Condenados: 8

El 31 de julio de 2008, el Tribunal Oral Federal N.º 1 de Córdoba condenó a prisión perpetua a Luciano Benjamín Menéndez, Carlos Alberto Díaz, Oreste Valentín Padován y Ricardo Lardone, por el secuestro, desaparición, torturas y asesinato de Hilda Flora Palacios, Humberto Horacio Brandalisis, Carlos Enrique Lajas y Raúl Osvaldo Cardozo, todos ellos militantes del Partido Revolucionario de los Trabajadores (PRT) (Causa 40/08).
Por los mismos hechos, condenó a veintidós años de prisión a Jorge Eduardo Acosta, Luis Alberto Manzanelli y Hermes Oscar Rodríguez. Por su parte, Carlos Alberto Vega, recibió una pena de 18 años de prisión.

#### Regimiento de Infantería N.º9
- Imputados: 6
- Víctimas: 14
- Condenados: 4

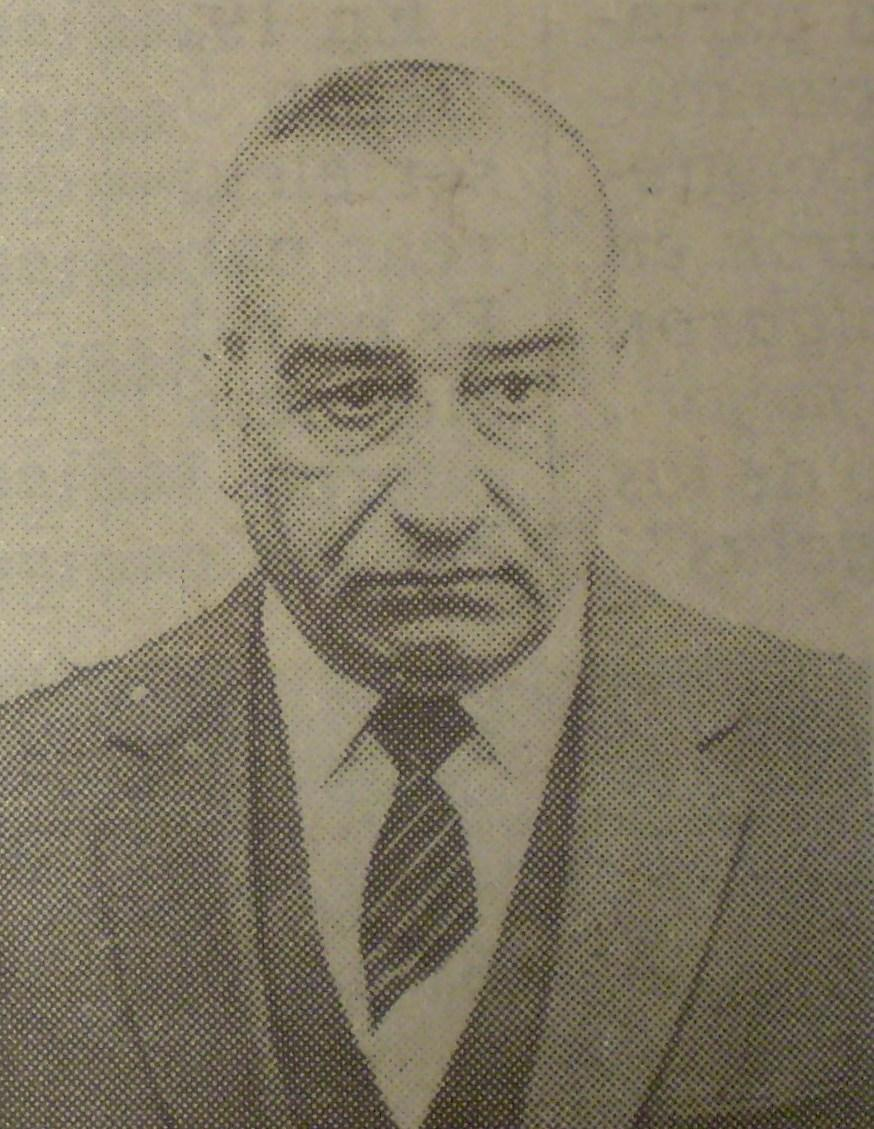
El teniente general Cristino Nicolaides en 1983, antes de ser degradado.

El juicio se realizó ante el Tribunal Oral Federal de Corrientes por sucesos ocurridos en el ámbito del Regimiento de Infantería N.º 9 con asiento en la provincia de Corrientes (Causa 460/06). También fue imputado Cristino Nicolaides, quien fuera posteriormente apartado de la causa por razones de salud. El 6 de agosto de 2008, se condenó a Juan Carlos De Marchi, Julio Barreiro, Horacio Losito y Raúl Reynoso y se absolvió a Carlos Piriz.
Barreiro, quien cumplía funciones de mando militar al momento de ser detenido en el año 2004, fue sentenciado a cadena perpetua por la privación ilegal de la libertad seguida de muerte, en perjuicio de Rómulo Artieda. De Marchi, le correspondieron 25 años. Igual pena recibió Losito, quien fue puesto en disponibilidad en 2003. Estos últimos fueron condenados por asociación ilícita y por ser coautores del delito de privación ilegal de la libertad en 11 y 10 casos respectivamente. En tanto, Reynoso, fue condenado a 18 años de prisión, por el delito de asociación ilícita.
En julio de 2013 Juan Carlos De Marchi se fugó del Hospital Militar de Buenos Aires y fue detenido nuevamente en 2015.

#### Área Mar del Plata
- Imputados: 3
- Víctimas: 15
- Condenados: 3

Los integrantes del Tribunal Oral Federal N.º 5 de la Capital Federal, con fecha 5 de noviembre de 2008, condenaron a prisión perpetua a Pedro Alberto Barda, excoronel que estaba acusado por la privación ilegal de la libertad, aplicación de tormentos y homicidio de Analía Magliaro y Jorge Candeloro, así como por el secuestro y tortura de Marta García de Candeloro (Causa 1170 - A). Asimismo, condenaron a 25 años de prisión a César Miguel Comes e Hipólito Rafael Mariano —ambos exbrigadieres de la Fuerza Aérea— por los sucesos ocurridos en los centros clandestinos de detención que funcionaron en el predio ubicado en la localidad bonaerense de Castelar, partido de Morón, conocido como «Mansión Seré» y en el centro clandestino que funcionaba en la Base Aérea Militar Mar del Plata, Grupo de Artillería de Defensa Aérea 601 (GADA 601) conocido como «La Cueva». La construcción subterránea que funcionó debajo del viejo radar de la Base Aérea de Mar del Plata, situada sobre la Ruta 2, lindante al aeropuerto.  Ese nombre se dio al centro clandestino de detención instalado allí durante la última dictadura cívico militar.  Delitos como asociación ilícita, privación ilegítima de la libertad, tormentos y homicidios son imputados sobre 61 víctimas, entre las que se encuentran los abogados desaparecidos en la denominada "Noche de las corbatas". Estos casos ya estaban listos para ser juzgados en la década de los 80, pero el proceso se interrumpió por la sanción de las leyes de obediencia debida y punto final.
El control operacional de Mansión Seré, fue cedido por el Primer Cuerpo del Ejército a la Fuerza Aérea Argentina mediante la Orden Provincial 2/76 del Comando de Operaciones Aéreas, hecho que implicó el accionar autónomo de la citada fuerza sobre la zona geográfica compuesta por los Partidos de Morón, Moreno y Merlo, donde funcionaban los siguientes centros clandestinos de detención: “Comisaría 3.ª de Morón”, “Brigada Aérea del Palomar”, “Mansión Seré” o “Atila” y “Hospital Posadas”.

#### Vargas Aignasse
- Imputados: 2
- Víctimas: 1
- Condenados: 2

En septiembre de 2008, en la provincia de Tucumán, condenaron a Luciano Benjamín Menéndez y Antonio Domingo Bussi a prisión perpetua por la desaparición de Guillermo Vargas Aignasse. Vargas Aignasse era un senador provincial que fue secuestrado en su casa en la madrugada del 24 de marzo de 1976.
Durante su cautiverio, estuvo alojado en la Brigada de Investigaciones de la Policía de la Provincia de Tucumán y en el penal de Villa Urquiza, donde fue sometido a torturas. El Ejército le comunicó a su mujer que Vargas Aignasse había sido secuestrado por desconocidos cuando era trasladado en un vehículo policial. En 2011 el cuerpo de la víctima fue encontrado en el llamado Pozo de Vargas, una fosa común donde fueron arrojados los cuerpos de muchas de las víctimas de desaparición forzada en Tucumán.

#### La Escuelita I - Reinhold
- Imputados: 8
- Víctimas: 17
- Condenados: 8

El juicio es parte de las causas por el centro clandestino de detención «La Escuelita», que fue el más importante que operó en la subzona 52, en Neuquén.
El 8 de febrero de 2009, el Tribunal Oral Federal de Neuquén condenó a ocho exmilitares y ordenó que fuera cumplida la condena en la unidad penal 5 de General Roca (Causa 666/08).
El exgeneral de Brigada Enrique Braulio Olea, responsable de la jefatura del Batallón de Ingenieros de Montaña 181, fue condenado a 25 años de prisión por ser partícipe necesario de privación ilegal de la libertad agravada (17 hechos), tormentos y asociación ilícita. Igual condena recayó sobre los excoroneles Mario Alberto Gómez Arena –entonces jefe del Destacamento Inteligencia- y Oscar Lorenzo Reinhold– quien se desempeñaba como jefe del Comando de Brigada de la Subzona 52- por los delitos de privación ilegal de la libertad doblemente agravada, tormentos físicos y psíquicos, por ser las víctimas perseguidos políticos, violación de domicilio, robo y asociación ilícita. Al excoronel Reinhold, se lo condenó también por el delito de coacción.
El Tribunal condenó a 22 años de prisión al entonces mayor Luis Alberto Farías Barrera –quien actuaba como jefe de la División Personal del mismo Comando- por ser autor de privación ilegal de la libertad, tormentos, violación de domicilio y robo.
Asimismo, condenó a 21 años de prisión a los ex oficiales de Inteligencia, Jorge Eduardo Molina Ezcurra y Sergio Adolfo San Martín por ser partícipes necesarios de los delitos de privación ilegal de la libertad doblemente agravada por el uso de violencia, violación de domicilio y robo (17 hechos) y asociación ilícita.
Por su parte, se condenó al médico Hilarión de la Pas Sosa –quien se desempeñaba como Jefe de Sanidad del Comando- a 20 años de prisión por ser partícipe necesario de los delitos de privación ilegal de la libertad agravada, tormentos y asociación ilícita. Este médico, prestaba servicio en «La Escuelita».
Por último, el tribunal condenó a 7 años de prisión, al ex suboficial de Inteligencia, Julio Francisco Oviedo por los delitos de privación ilegal de la libertad (1 hecho) y asociación ilícita.

### 2009

#### Fiochetti I
- Imputados: 5
- Víctimas: 4
- Condenados: 5

El 14 de abril de 2009, el Tribunal Oral en lo Criminal Federal de San Luis condenó a cinco exmilitares y expolicías locales a la pena de prisión perpetua por los delitos de privación ilegal de la libertad, imposición de tormentos y homicidio, todos agravados (Causa 1914/07). La sentencia recayó sobre Miguel Ángel Fernández, Carlos Esteban Plá, Víctor David Becerra, Juan Carlos Pérez y Luis Alberto Orozco.
En el juicio se investigaron las desapariciones, asesinatos y torturas de 3 personas. Graciela Fiochetti, estudiante de medicina, que fue secuestrada de su casa el 21 de septiembre de 1976 por un grupo de tareas conjunto de soldados y policías de la provincia de San Luis, su cuerpo apareció dos días después en Salinas de Bebedero, junto con el de otro estudiante universitario, Sandro Santana Alcaraz; Pedro Ledesma, docente rural; y el secuestro y torturas de
Víctor Fernández, quien logró sobrevivir. Las víctimas tenían en común su militancia en el PJ.
Durante el juicio fueron denunciados el exjuez Eduardo Allende y el entonces secretario de juzgado Carlos Martín Pereyra González, quienes, según varios testigos, tuvieron conocimiento de los secuestros y torturas de diversas víctimas y nunca hicieron las averiguaciones correspondientes. También fue denunciado el obispo emérito Juan Rodolfo Laise. El tribunal ordenó que tanto los funcionarios del poder judicial como el sacerdote fueran investigados.

#### Rei - Apropiación de Sandoval Fontana
- Imputados: 1
- Víctimas: 1
- Condenados: 1

En abril de 2009, Víctor Enrique Rei, oficial de la Gendarmería Nacional Argentina, fue sentenciado a 16 años de prisión por la apropiación de Alejandro Sandoval Fontana, a quien se le restituyó la identidad en 2006. Alejandro es el hijo de Liliana Fontana y Pedro Sandoval, secuestrados el 1 de julio de 1977 y fue llevada al centro clandestino de detención «Club Atlético». Liliana estaba embarazada de dos meses y medio, aproximadamente,y dio luz en Campo de Mayo, en donde Rei estaba destinado como integrante de la Dirección de Inteligencia de Gendarmería. Liliana y Pedro Pedro eran de Entre Ríos, y ambos militaban en el Frente Revolucionario 17 de octubre. Permanecen desaparecidos.

#### Cuenca, José María
- Imputados: 2
- Víctimas: 18
- Condenados: 2

En junio de 2009, los ex oficiales penitenciarios José María Cuenca y Rubén Alberto Gómez fueron sentenciados a las penas de 20 y 23 años de prisión, respectivamente, por la comisión de delitos de lesa humanidad, llevados a cabo durante el último gobierno militar, en el Penal Federal de Candelaria, en la provincia de Misiones (Causa 30/09).
El Tribunal Oral en lo Criminal Federal de Posadas determinó que Gómez fue autor de tormentos agravados en 18 casos y Cuenca en otros 11, cometidos contra Augusto Gilberto Speratti, Hilarión Félix Barrios, Francisco Félix Barrios, Aureliano Gauto, Ricardo Horacio Coutuné, Carlos Alberto Bajura, Ricardo Alfredo Ortellado, Mario Julio Gómez, Jorge Armando González, Esteban Antonio Cartago Lozina, Enrique Igor Peczak, Alipio Cardozo, Toribio Gómez, Florentín Lencinas, Néstor Abel Monllor, Julio Hippler, Sergio Sobol y Aníbal Rigoberto Velázquez. Todas estas personas fueron secuestradas y luego trasladadas a distintos centros clandestinos de detención. Luego fueron alojadas en la Unidad 17 “Candelaria” del Servicio Penitenciario Federal, en calidad de presos políticos a partir del mes de octubre del año 1976.
En dicha Unidad Penal, Gómez y Cuenca -oficiales penitenciarios encargados de su custodia- los sometieron en forma constante y sistemática a tormentos o martirios de diversa índole, que les provocaron grandes secuelas tanto físicas como psíquicas.

#### Labolita
- Imputados: 2
- Víctimas: 1
- Condenados: 1

El Tribunal Oral en lo Federal de Mar del Plata con fecha 3 de julio de 2009 condenó a prisión perpetua al exgeneral retirado Pedro Mansilla por el secuestro, tormentos y homicidio de Carlos Labolita y absolvió al coronel en actividad Alejandro Duret (Causa 2200). Esta decisión fue luego revocada por la Cámara de Casación Penal.
Labolita era un joven de 24 años que militaba en la Juventud Universitaria Peronista y que fue secuestrado el 25 de abril de 1976 en la ciudad bonaerense de Las Flores, cuando trataba de gestionar la liberación de su padre –llamado Carlos Orlando Labolita—, que había sido secuestrado y que permaneció en prisión hasta 1980. En cambio, el joven fue detenido en la casa paterna y trasladado al regimiento de Azul, donde era jefe el coronel Mansilla y el entonces teniente Duret cumplía funciones de Inteligencia.

#### Campo de Mayo I
- Imputados: 6
- Víctimas: 2
- Condenados: 6

Con fecha 20 de abril de 2009, el Tribunal Oral Federal N.º 1 de San Martín condenó al exgeneral Santiago Omar Riveros a prisión perpetua, de cumplimiento efectivo en el servicio penitenciario federal, por los delitos de homicidio agravado seguido de muerte y tormentos en perjuicio de Floreal Avellaneda, un joven de 15 años (Causa 2005 y 2044).
Su entonces jefe de inteligencia, Fernando Verplaetsen, fue condenado a 25 años de prisión; el exgeneral Osvaldo García a 18 años; los ex oficiales Raúl Harsich y Cesar Fragni, a 8 años de prisión; y el ex comisario Alberto Aneto, a 14 años de prisión. Todas las condenas son de cumplimiento efectivo en el penal de Marcos Paz.
El hecho juzgado sucedió el 15 de abril de 1976. Se trata de la privación ilegal de la libertad de Iris Pereyra de Avellaneda y de Floreal Avellaneda, la imposición de tormentos a ambos y el homicidio de este último, cuyo cadáver apareció en las costas de Uruguay el 14 de mayo de ese año. Su madre, en tanto, fue puesta a disposición de Poder Ejecutivo y permaneció en esa condición hasta junio de 1978.

#### Colombo Juan Carlos
- Imputados: 1
- Víctimas: 11
- Condenados: 1

El Tribunal Oral Federal de Formosa condenó el 1.º de octubre de 2009 al exgobernador de facto de Formosa, exgeneral Juan Carlos Colombo, a 25 años de prisión por violaciones a los derechos humanos cometidas durante el último gobierno militar (Causa 2333).
Colombo fue gobernador de Formosa entre 1976 y 1981 y fue condenado por ser penalmente responsable de los delitos de asociación ilícita, privación ilegal de la libertad agravada, tormentos agravados reiterados y desaparición forzada de personas, cometidos en el ámbito del territorio a su mando. En el juicio declararon contra Colombo más de 150 testigos. Durante el mismo se pudo probar que, como gobernador, destinó recursos económicos a las fuerzas armadas y de seguridad, principalmente a las pertenecientes al Regimiento de Infantería de Monte 29, para el manejo y puesta en marcha de centros clandestinos de detención.

#### Casita de los Mártires
- Imputados: 2
- Víctimas: 64
- Condenados: 2

El Tribunal Oral Criminal Federal de Posadas condenó con fecha 16 de octubre de 2009, a los excoroneles Carlos Humberto Caggiano Tedesco y Juan Antonio Beltrametti a prisión perpetua, por considerarlos responsables por delitos de lesa humanidad cometidos en Misiones, en el centro clandestino de detención conocido como «la Casita de los Mártires», en las afueras de Posadas durante el último gobierno militar, como responsable del Área 232 y gobernador de facto de la provincia, respectivamente (Causa 67/09).
Beltrametti fue condenado por los delitos de privación ilegal de la libertad agravada en concurso real con imposición de tormentos (38 hechos) y homicidio calificado (2 hechos). En tanto, Caggiano Tedesco fue condenado por los delitos de privación ilegal de la libertad agravada en concurso real con imposición de tormentos (45 hechos), privación ilegal de la libertad con imposición de tormentos seguidos de muerte (2 hechos) y homicidio calificado.

#### Olivera Róvere y Jefes de Área
- Imputados: 5
- Víctimas: 246
- Condenados: 5

Es la causa que llevó el Tribunal Oral Federal N.º 5 por la que se investigan los crímenes cometidos bajo la órbita del Cuerpo I del Ejército, en las que se unificaron dos etapas de la causa que investiga los crímenes cometidos bajo la órbita del Primer Cuerpo del Ejército Argentino. En la primera etapa se juzgó al Gral. Jorge Carlos Olivera Róvere quien fue jefe de la sub-zona Capital Federal y en una segunda etapa fueron juzgados cuatro miembros del Ejército que se desempeñaron a su vez como jefes de las distintas áreas en las que se dividía la sub-zona.
Olivera Róvere fue acusado de los delitos de privación ilegal de la libertad agravada, homicidio agravado por alevosía y tormentos. Los exjefes Felipe Jorge Alespeiti, Humberto José Lobaiza, Bernardo José Menéndez y Teófilo Saa fueron juzgados como autores mediatos de 154 delitos de privación ilegal de la libertad agravada y a Bernardo José Menéndez se le acusaba además de homicidios agravados por alevosía
El 23 de octubre de 2009, el Tribunal condenó a Róvere y Menéndez a prisión perpetua y absolvió a Lobaiza, Alespeiti y Saa. El CELS, querellante en la causa en representación de Carmen Aguiar de Lapacó, apeló la sentencia y el 13 de junio de 2012, la Sala IV de la Cámara Federal de Casación Penal la revocó condenando a Lobaiza a 25 años de prisión y Alespeiti y Saa a 22 años. También ratificó la condena a prisión perpetua de Jorge Olivera Róvere y Bernardo José Menéndez.

#### Ulibarrie
- Imputados: 1
- Víctimas: 4
- Condenados: 1

El Tribunal Oral Federal de Corrientes condenó al ex comisario Diego Ulibarrie a 25 años de prisión en la cárcel de Marcos Paz, al hallarlo culpable de ser “autor de privación ilegítima de la libertad agravada por su calidad de funcionario público, cuatro hechos de detención violenta y uno de aplicación de tormentos” (Causa 50/07).
El 16 de febrero de 1976, Ulibarrie comandó en el centro de la capital correntina, en la vereda del Club San Martín, a las 14 hs, un operativo policial conformado por personas vestidas con uniformes de la Policía de Corrientes y otras de civil, que secuestraron a Vicente Víctor Ayala, Julio César Barozzi, Orlando Diego Romero y Jorge Antonio Saravia Acuña, quienes fueron vistos ingresando al Dto. de Policía de Corrientes. Se desconoce hasta el día de la fecha el paradero de las víctimas.

#### Campos - D2
- Imputados: 6
- Víctimas: 10
- Condenados: 6

En esta causa se juzgó a integrantes de la Dirección General de Inteligencia D2, una división de la policía de Córdoba creada especialmente para la llamada “lucha contra la subversión”.
El Tribunal Oral en lo Criminal Federal N.º 1 de Córdoba condenó el 11 de diciembre de 2009 a prisión perpetua al ex Gral. Luciano Benjamín Menéndez. Además, revocó la prisión domiciliaria de la que gozaba y ordenó su inmediato alojamiento en una unidad carcelaria del servicio penitenciario de esa provincia. A su vez, condenó a prisión perpetua al exmilitar Rodolfo Aníbal Campos y a los expolicías provinciales César Armando Cejas y Hugo Cayetano Britos.
Para dictar esa condena, el tribunal los declaró culpables de “privación ilegal de la libertad calificada por tratarse de un funcionario público, agravada por el uso de violencia y por haberse cometido para compeler a la víctima a hacer, no hacer o tolerar algo a lo que no estuviese obligada; imposición de tormentos agravada por la condición de perseguido político de la víctima; lesiones gravísimas y homicidio calificado por ensañamiento, alevosía y por el concurso de una pluralidad de partícipes; todo en concurso real”
A Miguel Ángel Gómez lo sentenció a 16 años de prisión, por ser coautor por dominio de la acción penalmente responsable de los delitos de privación ilegal de la libertad calificada por tratarse de un funcionario público, agravada por el uso de violencia y por haberse cometido para compeler a la víctima a hacer, no hacer o tolerar algo a lo que no estuviese obligada (4 hechos en concurso real); imposición de tormentos agravada por la condición de perseguido político de la víctima (5 hechos en concurso real) y lesiones gravísimas (1 hecho); todo en concurso real.
Por su parte, el exintegrante de la fuerza de seguridad Calixto Flores, fue absuelto. En 2012, la Cámara Federal de Casación Penal confirmó las sentencias, revocó la absolución dictada a Flores y lo condenó a seis años de prisión.

#### Brusa
- Imputados: 6
- Víctimas: 14
- Condenados: 6

El Tribunal Oral Federal de Santa Fe condenó el 23 de diciembre de 2009 a 21 años de prisión a Víctor Hermes Brusa -exjuez federal y al momento de los hechos juzgados, secretario federal-; a 22 años de prisión a Juan Calixto Perizzotti; a 23 años de prisión a Héctor Colombini y Eduardo Ramos; a 20 años de prisión a Mario José Facino y a 19 años de prisión a María Eva Aebi, por delitos de lesa humanidad cometidos por integrantes de la D2 (Departamento de Informaciones Policiales de la provincia de Santa Fe) (Causa 03/08).
A Brusa se lo condenó por ser autor penalmente responsable del delito de apremios ilegales en perjuicio de Ana María Cámara, Stella Maris Vallejos, Anatilde Bugna, Alba Alicia Sánchez, Daniel Oscar García, José Ernesto Schulman, Mariano Eusebio Millán y Roberto Jorge Cepeda -8 hechos-, en concurso real. Colombini y Ramos fueron condenados como coautores penalmente responsables de los delitos de tormentos y de privación ilegal de la libertad agravada por violencias y amenazas. Perizzotti fue condenado por ser coautor penalmente responsable de los delitos de tormentos y de privación ilegal de la libertad agravada por violencias y amenazas en perjuicio de las víctimas Bugna, Pacheco, Cámara, Traba e Isasa (5 hechos), todos en concurso real. Aebi fue condenada por ser coautora penalmente responsable de los delitos de tormentos en perjuicio de las víctimas Bugna, Vallejos, Cámara, Traba y Gómez y de privación ilegal de la libertad agravada por violencias y amenazas en perjuicio de Bugna, Vallejos, Cámara, Traba, Gómez e Isasa, 6 hechos, todos en concurso real. Facino fue condenado como coautor penalmente responsable de los delitos de tormentos en perjuicio de Isasa y de privación ilegal de la libertad agravada por violencias y amenazas en perjuicio de las víctimas Schulman, Almada e Isasa (3 hechos); todos en concurso real.

### 2010

#### Barcos
- Imputados: 1
- Víctimas: 2
- Condenados: 1

El Tribunal Oral Federal de Santa Fe condenó el 12 de abril de 2010, al exagente secreto del Ejército Horacio Américo «Quique» Barcos, a once años de prisión por «privación ilegal de la libertad agravada» y «tormentos» en dos casos, en concurso real, y unificó la pena con otra anterior por «extorsión» a un empresario de Tres Arroyos, en 2003, lo que significa una condena única y efectiva de 15 años de cárcel, hasta 2025 (Causa 43/08).
Barcos, es un civil, que operaba en el Destacamento de Inteligencia Militar 122 de Santa Fe, fue juzgado y condenado por integrar un grupo de tareas que en mayo de 1978 secuestró a la bibliotecóloga Amalia Ricotti y a su marido, el historiador y exdirigente de CTERA, Alberto Tur, hoy fallecido, y de haberlos sometido a tormentos mientras estuvieron en cautiverio, entre el 16 y el 31 de mayo de 1978, en el centro clandestino de detención conocido como «La Casita» o «Fábrica», situado en cercanías de la ciudad de Santa Fe.

#### Melitón Bustos
- Imputados: 2
- Víctimas: 1
- Condenados: 2

En abril de 2010, el Tribunal Oral en lo Criminal Federal de Salta condenó a los imputados Carlos Alberto Arias y Luis Ángel Gaspar Zírpolo, ambos coroneles retirados, a la pena de 20 años de prisión por el homicidio simple y privación ilegal de la libertad de Aldo Melitón Bustos, hechos ocurridos el 2 de febrero de 1978 en la ciudad de Tartagal (Causa 3050/09). Ambos fueron los primeros condenados por crímenes de lesa humanidad en la provincia de Salta.
Melitón Bustos era abogado y escribano y trabajaba como docente en la citada localidad dado que la dictadura militar le impedía ejercer su profesión. Los testimonios señalan que fue secuestrado por miembros del Regimiento 28 de aquella capital departamental, en presencia de su hijo Raúl (hoy querellante en la causa).

#### Guerrieri I-Díaz Bessone
- Imputados: 5
- Víctimas: 29
- Condenados: 5

En esta causa se juzgaron los delitos de lesa humanidad cometidos en los centros clandestinos de detención que funcionaron en la escuela técnica N.º 288 «Osvaldo Magnasco», en el Batallón de Inteligencia 121 y en los conocidos como «Quinta de Funes», «La Calamita» y «La Intermedia».
Fueron condenados los exmilitares Pascual Óscar Guerrieri, Jorge Alberto Fariña y Juan Daniel Amelong, así como los agentes civiles de inteligencia Eduardo Constanzo y Walter Pagano. En esta causa se hizo uso por primera vez de la información desclasificada mediante el decreto 1137 de 2009 referida, justamente, al personal civil de inteligencia que operó en el destacamento de Inteligencia 121.

#### Campo de Mayo II
- Imputados: 7
- Víctimas: 58
- Condenados: 7

Se trata del segundo juicio por los crímenes de lesa humanidad cometidos en los dos centro clandestino de detención que funcionaron en Campo de Mayo.
En abril de 2010 el Tribunal Oral en lo Criminal Federal N.º 1 de San Martín condenó a 25 años de prisión común a Reynaldo Benito Bignone, último presidente de facto que tuvo la Argentina antes del restablecimiento de la democracia (Causa 2023, 2031 y 2034), por coautor de allanamiento ilegal, en 11 oportunidades, robo agravado por el uso de armas y privación ilegítima de la libertad agravada por amenazas, en 15 hechos.
Se condenó también a 25 años de prisión a Santiago Omar Riveros, de 83 años, excomandante de Institutos Militares y a Fernando Ezequiel Verplaetsen, de 84 años, exjefe de inteligencia de Campo de Mayo.
El tribunal fijó la pena de 20 años de prisión para Carlos Tepedino, exjefe del Batallón 601 de Inteligencia; condenó a 18 años de prisión a Jorge Osvaldo García, exdirector de la Escuela de Infantería; y a 17 años a Eugenio Guañabens Perelló, de 83 años, exdirector de la Escuela General Lemos. Germán Montenegro, de 78 años, jefe de la comisaría de Bella Vista en 1977, resultó absuelto.

#### Molina
- Imputados: 1
- Víctimas: 40
- Condenados: 1

En julio de 2010, el Tribunal Oral Criminal Federal de Mar del Plata condenó al ex suboficial de la Fuerza Aérea Gregorio Rafael Molina a la pena de prisión perpetua por considerarlo penalmente responsable de los crímenes cometidos en contra de 40 víctimas del centro clandestino de detención «La Cueva», en Mar del Plata. En este juicio se responsabilizó por primera vez a un integrante de las Fuerzas Armadas por dos casos de violencia sexual. En la sentencia, el tribunal aseguró que las violaciones “no constituían hechos aislados ni ocasionales, sino que formaban parte de las prácticas ejecutadas dentro de un plan sistemático y generalizado de represión llevado a cabo por las Fuerzas Armadas durante la última dictadura militar”.

#### Jefatura de Policía de Tucumán I
- Imputados: 7
- Víctimas: 22
- Condenados: 4

El 8 de julio de 2010, el Tribunal Oral Federal de Tucumán condenó a prisión perpetua al exjefe de Inteligencia de la Policía de Tucumán, Roberto Heberto Albornoz, y al exjefe del Tercer Cuerpo de Ejército, Luciano Benjamín Menéndez, por los delitos de asociación ilícita, violación de domicilio, privación ilegal de la libertad, imposición de tormentos agravada, torturas seguidas de muerte, homicidios agravados por alevosía y por concurso premeditado de dos o más partícipes, todos en concurso real (Causa 29/09).
Por su parte, Armando Luis de Cándido fue penado con 18 años de prisión por los delitos de asociación ilícita agravada, violación de domicilio, privación ilegal de la libertad, tortura seguida de muerte y usurpación de inmueble.
Asimismo, condenó a la pena de 3 años de prisión con ejecución condicional, a Carlos Esteban De Cándido, por el delito de usurpación.
También, fueron imputados en la causa Mario Albino Zimmerman, fallecido durante el juicio; Antonio Domingo Bussi, excluido del debate por enfermedad, y María Elena Guerra, separada del juicio para ser juzgada en otro proceso.
El mismo Tribunal dictó sentencia el 13 de diciembre de 2013 en el proceso denominado “Arsenal Miguel de Azcuénaga y Jefatura de Policía de Tucumán s/ secuestros y desapariciones (Acumulación Exptes. A – 36/12, J – 18/12 y 145/09)”, Expte. A - 81/12, condenó a 34 procesados que revistaron en la Policía de Tucumán, Gendarmería Nacional y Ejército Argentino y absolvió a otros 3.

#### Facino
- Imputados: 1
- Víctimas: 1
- Condenados: 1

En agosto de 2010, el Tribunal Federal de la ciudad de Santa Fe condenó a Mario José Facino, quien fue el exjefe de la Comisaría 4.º, por el homicidio de Alicia López, profesora de literatura y militante de las Ligas Agrarias. La víctima fue secuestrada a la medianoche del 21 de octubre de 1976 para ser llevada al centro clandestino de detención «La Casita» y luego a la comisaría en donde permaneció recluida en un calabozo. Siete personas que se encontraban detenidas ilegalmente declararon haber sido testigos de su grave estado de salud y de la falta de atención médica. Alicia les comentó en varias oportunidades que era diabética y que había sido muy torturada. Permanece desaparecida al día de la fecha.
Facino, ya había sido condenado a 20 años de prisión en la causa Brusa.

#### Villafañe
- Imputados: 1
- Víctimas: 1
- Condenados: 1

En septiembre de 2010, el Tribunal Oral en lo Criminal Federal de la Provincia de La Rioja condenó al exsoldado José Rodríguez a 20 años del prisión al probar que fue quien dio el disparo que asesinó por la espalda, el 30 de agosto de 1976, al conscripto Roberto Villafañe cuando intentaba huir de un grupo de soldados que querían secuestrarlo.

#### Unidad 9 I
- Imputados: 14
- Víctimas: 90
- Condenados: 14

Este juicio tuvo como eje los delitos de los que fueron víctimas 90 presos políticos que se encontraban alojados en la Unidad Penal N.º 9 de La Plata. El principal imputado fue el director del penal, Abel David Dupuy, quien una vez asumió su cargo implementó régimen fuertemente represivo sobre los detenidos. Ese régimen comenzó con una requisa realizada el 13 de diciembre de 1976, cuando fuerzas del Ejército y del Servicio Penitenciario Bonaerense ingresaron a la cárcel en la madrugada y obligaron a más de 800 detenidos a que salieran de sus celdas a punta de gritos y golpes. Mientras eran torturados, sus pertenencias fueron saqueadas. Los prisioneros fueron clasificados según su filiación política, “peligrosidad” y posibilidades de “recuperación”; también se implementaron nuevas formas de castigo y traslados sorpresivos a otros penales.
En la causa, también están incluidas como víctimas Juan Destéfano, Eduardo Anguita, Eduardo Jozami, Juan Scatolini y Carlos Slepoy, entre otros.
Los condenados fueron Abel David Dupuy, exdirector de la Unidad; Isabelino Vega; Víctor Ríos; Raúl Aníbal Rebaneyra; Catalino Morel; Ramón Fernández; Omar Cosso; Jorge Luis Peratta; Héctor Raúl Acuña; Segundo Andrés Basualdo; Valentín Romero; Carlos Domingo Jurio; Enrique Leandro Corsi y Luis Domingo Favole.
La característica sobresaliente de esta causa, que la diferencia de otras de la misma naturaleza, es el enorme caudal de documentación original relacionado con las personas que permanecieron allí detenidas, obtenido de la propia Unidad Penal N.º 9. En el proceso, 14 exagentes del Servicio Penitenciario bonaerense fueron condenados en el primer juicio oral por delitos de lesa humanidad, en la provincia de Buenos Aires contra personal de esa institución.

#### Kamenetzky
- Imputados: 3
- Víctimas: 1
- Condenados: 3

Se trata de la primera sentencia en Santiago del Estero. Tuvo como eje el homicidio del estudiante de Derecho Cecilio Kamenetzky, secuestrado el 16 de agosto de 1976. Cecilio pasó por distintos lugares de detención en los que fue brutalmente torturado. Luego fue puesto a disposición del juez federal Arturo Liendo Roca por infracción a la ley 20.840 y alojado en el Penal de Varones, en donde se encontraban otros presos políticos. Cuatro meses después fue sacado del penal junto con otro estudiante, Mario Giribaldi. Ambos fueron llevados al Departamento de Informaciones Policiales. En ese lugar, Cecilio fue fusilado por la espalda en un falso intento de fuga. Tenía 18 años.
Por el crimen fue imputado Antonio Musa Azar, Ramiro del Valle López Veloso y Miguel Tomás Garbi. Todos ellos fueron condenados a prisión perpetua.

#### Subzona 14
- Imputados: 9
- Víctimas: 28
- Condenados: 9

En este juicio realizado en La Pampa ocho policías provinciales y un militar fueron condenados por la privación ilegal de la libertad de 28 víctimas. Los hechos se produjeron entre 1976 y 1978. Se trató del primer juicio realizado en la provincia de La Pampa. A partir de los más de 120 testimonios escuchados durante el debate oral se pudo reconstruir parte del circuito represivo de la provincia: luego de ser secuestradas, las víctimas eran llevadas a la seccional 1.ª de la policía provincial en donde eran sometidas a interrogatorios y torturas; después de un tiempo eran liberadas o puestas a disposición del PEN y trasladadas a distintas prisiones como la Colonia Penal U 4 y la Unidad n.º 14 de La Pampa o la Unidad Penal n.º 6 de Rawson.

#### Menéndez - Tripana
- Imputados: 6
- Víctimas: 4
- Condenados: 5

Se trató del primer juicio por delitos de lesa humanidad en la provincia de Mendoza. En la causa se imputaron a los exmilitares Luciano Benjamín Menéndez, Aníbal Alberto Guevara; los expolicías provinciales Juan Roberto Labarta, Raúl Alberto Ruiz Soppe; y Raúl Egea, abogado de la policía. En la causa también se encontraba imputado Cristóbal Ruiz Pozo pero fue apartado del juicio por enfermedad terminal.
En el juicio se juzgaron la desapariciones de los militantes de la Juventud Peronista Roberto Osorio, Pascual Sandoval, José Berón y Francisco Tripiana. Las víctimas fueron secuestradas y llevadas al CCD que funcionaba en la Casa Departamental en donde fueron sometidas a torturas.
El Tribunal Oral Criminal Federal N.º 2 de Mendoza condenó a prisión perpetua a Luciano Benjamín Menéndez, Aníbal Alberto Guevara, Juan Roberto Labarta, Raúl Alberto Ruiz Soppe; y a Raúl Egea a 8 años de prisión.
A partir de la prueba producida en ese juicio, se instruyeron nuevos casos que son los que dan lugar a la Megacausa de San Rafael.

#### Caballero I
- Imputados: 19
- Víctimas: 26
- Condenados: 12

El Tribunal Oral Federal de Resistencia inició, el 5 de mayo de 2010, el primer juicio oral en la provincia del Chaco por delitos de lesa humanidad cometidos durante el último gobierno militar. En la causa se encontraban imputados Gabino Manader, José María Rodríguez Valiente, Humberto Lucio Caballero, José Marín, Ramón Esteban Meza, Luis Alberto Patetta, Ramón Andrés Gandola, Enzo Breard, José Tadeo Luis Bettolli, Francisco Orlando Álvarez, Rubén Héctor Roldán, Óscar Alberto Galarza. En el transcurso del proceso judicial fallecieron Horacio Alberto Valussi, personal civil de inteligencia (PCI); el exfiscal federal Carlos Eduardo Flores Leyes; y los expolicías, José María Cardozo, Carlos Alcides Thomas, Wenceslao Ceniquel, Óscar Octavio Ayala y Carlos Silva Longui.
En el proceso se investigaron delitos cometidos en perjuicio de 26 víctimas en el centro clandestino de detención que funcionó en la Dirección de Investigaciones de la Policía de la provincia del Chaco, conocido como «La Brigada», el centro clandestino de detención y exterminio más importante del Nordeste.
Por el juicio oral y público por la Causa Caballero pasaron 91 testigos que efectivamente comparecieron durante las 45 jornadas. El caso más famoso es el del diputado Carlos Kunkel (expreso político que compartió el Pabellón 1 de la U7 con dos de las víctimas de la Masacre de Margarita Belén), también se tomaron unas 70 testimoniales tomadas durante la etapa de instrucción
El tribunal condenó, el 13 de diciembre de 2010, a :
- Gabino Manader: 25 años de condena. Imputado por 25 hechos. Policía de la Brigada de Investigaciones.
- José Francisco Rodríguez Valiente: 25 años de condena. Imputado por 15 hechos. Policía de la Brigada de Investigaciones.
- Humberto Lucio Caballero: 25 años de condena por 14 hechos. Segundo jefe de la Brigada de Investigaciones de la Policía del Chaco.
- José Marín (alias “Cabo Sotelo”): 25 años de condena por 7 hechos. Policía de la Brigada.
- Ramón Esteban Meza: 25 años de condena por 4 hechos. Policía de la Brigada.
- Luis Alberto Patetta: 25 años de condena por 2 hechos. También está imputado por su participación en la Masacre de Margarita Belén. Según el Informe Final de la Comisión de Derechos Humanos de la Cámara de diputados del Chaco del año 85 Patetta le descerrajó un disparo de Itaka a Néstor Salas desde un metro de distancia. Militar.
- José Tadeo Luis Bettolli: 25 años por 2 hechos. Militar.
- Francisco Orlando Álvarez: 25 años por 3 hechos. Guardiacárcel de la Alcaidía.
- Rubén Héctor Roldán: 25 años por 2 hechos. Guardiacárcel de la Alcaidía.
- Óscar Alberto Galarza: 25 años por 3 hechos. Guardiacárcel de la Alcaidía.
- Ramón Andrés Gandola: 15 años. Segundo jefe de la Policía del Chaco.
- Enzo Breard: 15 años. Policía de la Brigada.[26][27]

#### Alonso
- Imputados: 2
- Víctimas: 1
- Condenados: 2

En el tercer juicio por apropiación concluyó con la condena a 10 años de prisión del capitán de marina retirado Juan Carlos Herzberg y de Omar Alonso. Ambos fueron juzgados por la apropiación de Natalia Suárez Nelson, hija de María Elena Isabel Corvalán y Mario César Suárez Nelson, quienes se encuentran desaparecidos. María Elena Isabel tenía un embarazo de entre 7 y 8 meses cuando fue secuestrada en agosto de 1977 y llevada al centro clandestino de detención de La Cacha. Dio a luz a una niña que fue entregada por Herzberg al matrimonio conformado por Alonso y María Luján Di Mattia, quienes la inscribieron como hija propia. Cuando la justicia empezó a hacer las primeras averiguaciones luego de las denuncias de Abuelas de Plaza de Mayo, Alonso y Di Mattia se escaparon con la niña al Paraguay. En 2006, Natalia recuperó su identidad. Fue el primero que se esclareció con métodos de identificación de ADN alternativos a la extracción de sangre.

#### Atlético - Banco - Olimpo (ABO)
- Imputados: 16
- Víctimas: 184
- Condenados: 15

Este juicio estuvo integrado por dos causas. Una de ellas corresponde a los delitos cometidos en contra de 181 víctimas en los centros clandestinos de detención El Atlético, El Banco y El Olimpo, en donde operaban dos grupos de tareas: el GT1 cargo de la Policía Federal Argentina y el GT 2 a cargo del Batallón 601 del Ejército Argentino. En la segunda causa se investigaron los hechos conocidos como “la masacre de la calle Belén”, ocurrida el 11 de octubre de 1978, cuando el GT2 bombardeó la casa en la que se encontraban los militantes montoneros Lucila Révora y Carlos Fassano. Ambos murieron. El hijo de Lucila, Eduardo Enrique de Pedro, de un año y medio de edad, sobrevivió al operativo al ser protegido por el cuerpo de su madre. En un primer momento los integrantes del GT dejaron al niño en la casa de unos vecinos, luego lo secuestraron y llevaron al Olimpo. A ese lugar fueron trasladados también los cuerpos de Lucila y Carlos para ser incinerados. Eduardo fue entregado a su familia materna el 13 de enero de 1979. Fueron condenados por estos delitos Juan Carlos Avena, Guillermo Víctor Cardozo, Enrique José Del Pino, Luis Juan Donocik, Raúl González, Eduardo Kalinek, Samuel Miara, Eugenio Pereyra Apestegui, Óscar Augusto Isidro Rolón, Roberto Antonio Rosa, Julio Héctor Simón y Eufemio Jorge Uballes, a prisión perpetua e inhabilitación absoluta y perpetua; Raúl Antonio Guglielminetti y Ricardo Taddei, a 25 años de prisión e inhabilitación absoluta y perpetua; y Juan Carlos Falcón fue absuelto.

#### Base Naval I
- Imputados: 3
- Víctimas: 9
- Condenados: 3

El Tribunal Oral Criminal Federal de Mar del Plata condenó al militar, exjefe de Operaciones del ADA 60 (donde tenía asiento la Subzona 15 de la que dependían funcionalmente la Base Naval y la Base Aérea), Alfredo Arrillaga; y los marinos Roberto Luis Pertusio, exdirector de la Escuela de Submarinos, y Justo Alberto Ignacio Ortiz, ex Subjefe de la Base Naval de Mar del Plata, a prisión perpetua por la privación ilegítima de la libertad y tormentos de nueve víctimas y por el homicidio de siete de ellas que permanecen desaparecidas.
En el juicio se investigaron los delitos que fueron cometidos en la Base Naval de Mar del Plata y que estaba a cargo de la Fuerza de Tareas 6 de la Armada Argentina. En la causa también habían sido imputados el exjefe del ADA 601 Pedro Alberto Barda y el exjefe de la Base Naval de Mar del Plata Juan Carlos Malugani; pero no fueron a juicio por haberse decretado su incapacidad sobreviviente. En el caso de Pedro Barda murió por causas naturales mientras cumplía su pena bajo arresto domiciliario, el 19 de agosto de 2011.

#### Masacre de Palomitas I
- Imputados: 3
- Víctimas: 11
- Condenados: 3

Esta causa se desprende de una acción de amparo durante el terrorismo de Estado de un grupo de presos políticos alojados en la Unidad Penal N. 6 de Rawson, donde denunciaban las torturas y homicidios de detenidos ejecutados por las fuerzas armadas y de seguridad en todas las cárceles el país y mencionaban específicamente “el fusilamiento de 16 compañeros” en la provincia de Salta. Con base en ese escrito, el juez federal de Rawson inició una investigación que 34 años después concluyó en probar fehacientemente la ocurrencia de la Masacre de Palomitas, donde, el 6 de julio de 1976, fueron asesinadas 11 personas al sur de la provincia de Salta luego de haber sido sacados del penal de Villa Rosas con la supuesta intención de ser trasladados a Tucumán y cuando llegaron al paraje de Palomitas, los obligaron a salir del camión que los transportaba y después de hacerlos caminar 200 metros, fueron fusilados. Finalmente la escena del crimen fue alterada para simular un enfrentamiento.
En el juicio se condenó a tres integrantes del Ejército: los coroneles Carlos Alberto Mulhall, Miguel Raúl Gentil y el teniente coronel Hugo César Espeche a reclusión perpetua.

#### UP I
- Imputados: 30
- Víctimas: 37
- Condenados: 23

El Tribunal Oral Federal N.º 1 de Córdoba inició el 2 de julio de 2010 el debate en la causa conocida como “UPI”, en la que se investigan las muertes de 31 personas que se encontraban detenidas en la Unidad Penitenciaria I de Córdoba. Del grupo del Departamento de Informaciones Policiales (D2) que comandaba Raúl Telleldín (fallecido), llegaron a juicio el expresidente de facto Jorge Rafael Videla; el exgeneral Luciano Benjamín Menéndez; los ex comisarios Jamil Jabour, Luis Alberto Rodríguez y Carlos “Tucán” Yanicelli; los ex suboficiales Ricardo Cayetano Rocha, Marcelo Luna y Calixto Flores; y los civiles Alberto Luis Lucero, Juan Eduardo Ramón Molina y Miguel Ángel “Gato” Gómez (ya tenía una condena). Otros imputados fueron los ex oficiales superiores Víctor Pino, Enrique Pedro Mones Ruiz, Gustavo Adolfo Alsina, Osvaldo César Quiroga, Emilio Juan Huber y Francisco Pablo D’Aloia. También fueron imputados los ex suboficiales José Antonio Paredes y Carlos Hibar Pérez.
El tribunal condenó el 22 de diciembre de 2010 a Jorge Rafael Videla, Gustavo Adolfo Alsina, Yamil Jabour, Luciano Benjamín Mendéndez, Enrique Pedro Mones Ruíz, Alberto Luís Lucero, Vicente Meli, Miguel Ángel Gómez, Carlos Alfredo Yanicelli, Mauricio Carlos Poncet, Jorge González Navarro, Juan Eduardo Ramón Molina, Raúl Eduardo Fierro, Miguel Ángel Gómez, Marcelo Luna y Calixto Luis Flores a prisión perpetua e inhabilitación absoluta y perpetua; a Juan Emilio Huber a 14 años de prisión; a Víctor Pino Cano y Hermes Óscar Rodríguez a 12 años de prisión; Carlos Hibar Pérez, a 10 años de prisión; a Mirta Graciela Antón, a 7 años de prisión; a José Eugenio San Julían a 6 años de prisión; y a Fernando Martín Rocha a 8 años de prisión. Al mismo tiempo absolvieron de los cargos a Luís Alberto Rodríguez, José Antonio Paredez, Luis David Merlo, Gustavo Rodolfo Salgado, Francisco Pablo D'Aloia, Osvaldo César Quiroga y Ricardo Cayetano Rocha.

#### Ricchiutti
- Imputados: 2
- Víctimas: 1
- Condenados: 2

En este juicio se condenó a José Luis Ricchiuti, exintegrante del Batallón 601, y a su esposa, Elida Hermann, por la apropiación de la hija de Antonio García y Beatriz Recchia. La pareja fue secuestrada el 12 de enero de 1977 por efectivos del ejército en Villa Adelina. Antonio fue asesinado y enterrado como NN en el cementerio de Boulogne. Beatriz, embarazada de cinco meses, fue llevada al CCD de El Campito. El apropiador dijo en el juicio que encontró a la niña abandonada en su auto y que la inscribió como hija propia con el nombre de Bárbara Ricchuitti. En 2009, Bárbara recuperó su identidad gracias a la búsqueda de Abuelas de Plaza de Mayo y de su hermana mayor Juliana García Recchia.

### 2011

#### Rezett
- Imputados: 1
- Víctimas: 1
- Condenados: 1

El Tribunal Oral en lo Criminal Federal de Mar del Plata, en febrero de 2011, condenó a prisión perpetua al ex capitán de infantería Fortunato Valentín Rezett, por el homicidio de Ana Lía Magliaro. Magliaro fue secuestrada el 19 de mayo de 1976 en La Plata, y llevada al centro clandestino de detención El Vesubio y luego trasladada a la Comisaría 34 de la Policía Federal. El 4 de agosto, Ana Lía fue retirada de la comisaría por el entonces capitán del ejército Roberto Berazay y trasladada en avión a Mar del Plata, en donde fue entregada al oficial de la Agrupación de Artillería de Defensa Aérea 601, Fortunato Valentín Rezett. El 2 de septiembre el cuerpo de Ana Lía fue encontrado en una calle de Mar del Plata. Las autoridades dijeron que había muerto en un supuesto enfrentamiento armado; sin embargo, al observar su cuerpo, los familiares pudieron constatar que tenía marcas de haber sido torturada y amordazada. El tribunal concluyó que la víctima fue asesinada en un estado de total indefensión.

#### Romero Niklison
- Imputados: 2
- Víctimas: 5
- Condenados: 2

El Tribunal Oral en lo Criminal Federal de Tucumán, en marzo de 2011, condenó a prisión perpetua a Luciano Benjamín Menéndez y a Roberto Heriberto Albornoz por los fusilamientos de María Alejandra Niklison, Fernando Saavedra, Juan Carlos Meneses, Eduardo González Paz y Atilio Brandsen, que pertenecían a Montoneros. El día 20 de mayo de 1976 fuerzas militares y policiales ingresaron al domicilio de María Alejandra Niklison y la asesinaron junto con tres personas más que se encontraban con ella en una reunión política: Juan Carlos Meneses, Atilio Brandsen y Eduardo González Paz. Fernando Saavedra, otro de los asistentes a la reunión, logró escapar pero fue interceptado y ejecutado llegando a la iglesia Montserrat de la capital tucumana. Los cuerpos de las víctimas fueron llevados a la Jefatura de Policía y después fueron enterrados en fosas comunes del Cementerio del Norte.

#### Automotores Orletti
- Imputados: 6
- Víctimas: 64
- Condenados: 4

Ubicado en un taller mecánico del barrio de Floresta, Automotores Orletti fue uno de los centros clandestinos de detención que participó en la ejecución del Plan Cóndor. Se calcula que por ahí pasaron más de 300 víctimas, entre ellas un grupo de uruguayos pertenecientes al Partido por la Victoria del Pueblo, que fueron secuestrados en Argentina y trasladados al Uruguay. Dejó de estar en funcionamiento luego de que dos secuestrados lograran escapar y denunciaran su existencia.
En 2011, el Tribunal Oral en lo Criminal Federal de la Ciudad Autónoma de Buenos Aires condenó a Eduardo Rodolfo Cabanillas, a prisión perpetua; Honorio Carlos Martínez Ruiz, a 25 años de prisión; Raúl Antonio Guglielminetti, a 20 años de prisión; Eduardo Alfredo Ruffo, a 25 años de prisión. Rubén Víctor Visuara, murió antes de que se dictara la sentencia; y Néstor Horacio Guillamondegui, fue separado del juicio por un problema de salud.

#### Campo de Mayo III
- Imputados: 5
- Víctimas: 9
- Condenados: 5

En 2011, el Tribunal Oral Criminal Federal de San Martín condenó a Santiago Omar Riveros, excomandante de Institutos Militares; Reynaldo Bignone, exjefe del Estado Mayor; segundo comandante de dicho Cuerpo; Martín Rodríguez, exoficial de inteligencia; Juan Fernando Meneghini, ex comisario de la comisaría 1.ª de la localidad de Escobar; y Luis Abelardo Patti quien había cumplido funciones como Oficial Subinspector en la misma seccional policial.
Los hechos que se les imputan son la privación ilegal de la libertad de Gastón Roberto José Gonçalves, ocurrida el día 24 de marzo de 1976, cuyo cuerpo sin vida fue hallado carbonizado pocos días después. También se les imputa la privación ilegal de la libertad de Diego Muñiz Barreto y Juan José Fernández; ocurridas el 16 de febrero de 1977. Posteriormente, el cuerpo de Muñiz Barreto habría sido encontrado sin vida en el interior de un automóvil, mientras que Fernández habría logrado escapar de su cautiverio. Por estos hechos, Por último, se les imputa la privación ilegal de la libertad de Carlos Daniel Souto, Guillermo David y Luis Rodolfo D´Amico, en agosto de 1976, y la privación ilegal de la libertad, de Osvaldo Tomás Ariosti, en abril de 1976, quien luego de ser trasladado a la cárcel de Devoto y posteriormente, a la Unidad 9 de La Plata, fue liberado en 1978.
El excomisario bonaerense Luis Patti, Reynaldo Bignone, Santiago Omar Riveros y Martín Rodríguez fueron condenados a prisión perpetua.

#### Masacre de Margarita Belén I
- Imputados: 9
- Víctimas: 15
- Condenados: 9

El Tribunal Oral Federal de Resistencia juzgó en la causa conocida como “Masacre de Margarita Belén” a los exmilitares Gustavo Athos Renes, Jorge D. R. Carnero Sabol, Ernesto Jorge Simóni, Aldo Héctor Martínez Segón, Luís Alberto Patetta, Germán Emilio Riquelme, Horacio Losito y Guillermo Reyes, como presuntos autores de los delitos de homicidio doblemente agravado por alevosía y por el número de partícipes y desaparición forzada de personas. También están imputados los expolicías Marcelo Carballo y Luis Chas, bajo la misma calificación legal, pero en la modalidad de partícipes secundarios. Todos ellos actuaban bajo el comando operacional del II Cuerpo de Ejército Argentino.
Los hechos que se investigan están relacionados con el traslado de lmás de 15 personas, alojadas en la Unidad Penitenciaria 7 de la ciudad de Resistencia, a un descampado vecino a la localidad de Margarita Belén, donde fueron fusilados. Al igual que en otros casos ocurridos a lo largo del país, este crimen se hizo pasar como un enfrentamiento y falso intento de fuga de presos políticos. El operativo llamado “Encubrimiento Rojo” fue ordenado por el comando de la VII Brigada del Ejército a cargo de Cristino Nicolaides y consistió en el supuesto traslado a la Unidad Penal de Formosa de 13 detenidos que estaban alojados en la alcaidía policial y prisión regional del norte a disposición del PEN. A ese número se agregaron al menos cinco personas más que estaban detenidas clandestinamente. El número de víctimas de este hecho aún no ha sido determinado, sin embargo, pudieron formar parte de este juicio 15 de ellas, cuatro de las cuales permanecen desaparecidas. Los tres acusados fueron condenados a prisión perpetua en el 2013, por los delitos de homicidio calificado, agravado por alevosía y por el concurso de dos o más personas en 14 hechos, sin embargo en 2016 fueron liberados.

#### Falco
- Imputados: 1
- Víctimas: 1
- Condenados: 1

Luis Antonio Falco, exagente de inteligencia de la Policía Federal, fue condenado a 18 años de prisión por la apropiación de Juan Cabandié, hijo de Alicia Alfonsín y Damián Cabandié. La pareja fue secuestrada el 23 de noviembre de 1977 y llevada al CCD El Banco. Alicia, de tan solo 16 años de edad, estaba cursando el quinto mes de embarazo. Poco antes de dar a luz, fue llevada a la ESMA donde compartió cautiverio junto con otras embarazadas. Juan nació entre febrero y marzo de 1978. A los 15 días, aproximadamente, fueron separados. Él fue entregado a Falco quien lo inscribió como propio el 5 de abril de 1978.

#### Vesubio
- Imputados: 8
- Víctimas: 157
- Condenados: 7

El centro clandestino de detención conocido como «El Vesubio» estuvo ubicado en La Matanza, provincia de Buenos Aires, más específicamente en la intersección de la Autopista Ricchieri y Camino de Cintura. Funcionó bajo la órbita del I Cuerpo del Ejército y fue demolido a finales de 1978 poco antes de la visita de la Comisión Interamericana de Derechos Humanos a la Argentina. Se calcula que más de 2.000 personas permanecieron detenidas ilegalmente y fueron torturadas en ese lugar.
En este juicio, el tribunal condenó a prisión perpetua a Héctor Gamen y Hugo Pascarelli; a José Néstor Maidana a 22 años y medio de prisión; a Diego Salvador Chemes a 21 años y medio; Ricardo Néstor Martínez y Ramón Antonio Erlán, a 20 años y medio y Roberto Carlos Zeolitti, a 18 años. Pedro Alberto Durán Sáenz, jefe del centro clandestino, falleció poco antes de que se dictara sentencia.

#### Codina
- Imputados: 7
- Víctimas: 2
- Condenados: 6

En 2011, en la provincia de Río Negro, el Tribunal Oral en lo Criminal Federal de General Roca condenó a los ex polícias provinciales Rubén Codina, Víctor Manuel Lobos, Sixto Navarrete y Elfio Navarrete; y a los exmilitares Raúl Lucio Pedernera y Néstor Rubén Castelli; y absolvió a Alberto Mario Marasco por los delitos contra el secretario general de la Seccional Atlántica de la UOCRA y el colaborador de la Seccional Sierra Grande de UOCRA. Ambos fueron secuestrados en Sierra Grande y trasladados a Viedma donde estuvieron privados de su libertad y fueron torturados hasta que recuperaron su libertad. Rubén Codinafue condenado a 8 años de prisión; Víctor Lobos y Sixto Navarrete, a 7 años y 10 meses de prisión; Elfio Navarrete, a 7 años de prisión; Raúl Lucio Pedernera, a 8 años y 6 meses de prisión; y Néstor Rubén Castelli, a 5 años y 2 meses de prisión.

#### Panetta I
- Imputados: 6
- Víctimas: 16
- Condenados: 6

En esta causa se juzgaron los delitos de lesa humanidad cometidos en la ciudad de Goya, más precisamente en la Compañía de Ingenieros 7 del Regimiento de Goya y en la Compañía de Telecomunicaciones 121. El 5 de agosto de 2011 fueron condenados cinco exmilitares y un expolicía provincial por la privación ilegítima de libertad agravada y los tormentos sufridos por 16 víctimas. Luis Leónidas Lemos, Juan Ramón Alcoverro, Alberto Silveyra Ezcamendi, Juan Antonio Obregón, Leopaldo Norberto Cao y Romualdo del Rosario Baigorria, fueron condenados a 25 años de prisión por la represión padecida por militantes barriales, docentes y activistas de las Ligas Agrarias.

#### Vázquez
- Imputados: 3
- Víctimas: 2
- Condenados: 3

En esta causa fueron condenados Policarpo Luis Vázquez, encargado de inteligencia en la Base Naval marplatense, y Ana María Ferrá, personal civil en la Marina, por los delitos de retención y ocultación de un menor de diez años, la falsificación de las actas y certificados de nacimiento y del DNI al haber anotado a Evelin Karina Bauer Pegoraro como hija propia. También fue condenada la partera Justina Cáceres por la falsificación de documento y supresión del estado civil, retención y ocultación de un menor. El padre de Evelin Karina Bauer Pegoraro, Rubén Santiago Bauer, fue secuestrado el 18 de junio de 1977 en La Plata. Su madre, Susana Beatriz Pegoraro, fue secuestrada el mismo día en Constitución cuando estaba embarazada de cinco meses. En octubre dio a luz en el centro clandestino de detención que funcionó dentro de la Escuela de Mecánica de la Armada, donde fue vista y atendida por sobrevivientes en «la salita de las embarazadas».

#### Paco Urondo
- Imputados: 9
- Víctimas: 11
- Condenados: 5

Se trató del primer juicio por delitos de lesa humanidad cometidos durante la dictadura militar realizado en la provincia de Mendoza. fijó fecha de debate en esta causa para el 11 de marzo de 2010. Posteriormente, esa fecha fue suspendida, por lo que el tribunal debe fijar nuevo día de debate. En el mismo se encontraban imputados el ex interventor de Mendoza Tamer Yapur; el ex segundo jefe del Departamento de Investigaciones de la Policía de Mendoza, Juan Oyarzabal; el ex general Mario Lépori; el exgeneral Luciano Benjamín Menéndez; el exjefe de inteligencia del Ejército, Paulino Furió Etcheverri y los expolicías Luis Rodríguez Vázquez, Celustiano Lucero Lorca, Dardo Migno Pipaon Eduardo Smaha Borzuk y Orlando Óscar Dopazo. Sin embargo, del juicio fueron excluidos Tamer Yapur y Luciano Benjamín Menéndez, por considerar que no se encontraban con las facultades mentales como para enfrentar el mismo. Además, Mario Lépori y Orlando Oscar Dopazo fallecieron antes del término del juicio.
En esta causa se investigaron, entre otros hechos, la desaparición del periodista Francisco «Paco» Urondo asesinado el 17 de junio de 1976. Sus restos fueron hallados hace cuatro años sepultados en una fosa común del cementerio de la capital mendocina bajo el nombre de NN o Edgardo Mariño. Se le suman los hechos cometidos en la llamada «Sub zona 33» donde existieron varios centros clandestinos de detención tales como la «Compañía de Comunicaciones de Montaña», «El refugio», El chalecito», «Liceo Militar Espejo», «Campo Los Andes».
En octubre de 2011, el Tribunal Oral Federal de Mendoza condenó a Juan Oyarzabal, Eduardo Smaha Borzuk, Celustiano Lucero Lorca y Luis Rodríguez Vázquez, a prisión perpetua e inhabilitación absoluta y perpetua; a Dardo Migno Pipaon a 12 años de prisión e inhabilitación absoluta y perpetua; y absolvió a Paulino Furió Etcheverri.

#### Ragone
- Imputados: 8
- Víctimas: 3
- Condenados: 5

En 2011, el Tribunal Oral en lo Criminal Federal de Salta condenó a Carlos Alberto Mulhall, exjefe de la guarnición militar de Salta, a prisión perpetua; a Miguel Raúl Gentil, exjefe de la policía salteña, a prisión perpetua; a Joaquín Guil, exjefe de Seguridad de la misma fuerza; a Pedro Javier Herrera y Rubén Nelson Herrera, ambos efectivos de la policía salteña, a dos años de prisión condicional; y absolvió al expolicía salteño, Andrés Soraire, y al exvocero de la Triple A, Héctor Zanetto. Asimismo se encontraba imputado en la causa el exjefe del Tercer Cuerpo del Ejército, Luciano Benjamín Menéndez, pero fue separado del proceso por razones de salud. En esta causa fueron investigadas las responsabilidades de siete imputados por el secuestro y la desaparición del exgobernador de la provincia de Salta, Ragone; el homicidio de Santiago Arredes y las lesiones de Margarita Martínez. En el fallo el Tribunal rechazó que los delitos se encuadraran en el concepto de genocidio.

#### Hospital Militar de Paraná
- Imputados: 6
- Víctimas: 2
- Condenados: 5

Se trató de la primera sentencia por delitos de lesa humanidad en la provincia de Entre Ríos. Se juzgó la apropiación de los hijos mellizos de Raquel Carolina Ángela Negro y Tulio Valenzuela, nacidos en el Hospital Militar de Paraná en marzo de 1978. Una de ellos, Sabrina Gullino, recuperó su identidad en diciembre de 2008, y todavía continúa la búsqueda de su hermano. Se condenó al excoronel Pascual Guerrieri, a 14 años de prisión; al exmilitar Jorge Fariña y al militar y abogado Juan Amelong, a 13 años de prisión; al personal civil de Inteligencia Walter Pagano, a 11 años de prisión; y al exjefe de terapia intensiva del Hospital Militar de Paraná Juan Antonio Zaccaría, a 5 años de prisión. Al mismo tiempo se absolvió a Marino Héctor González.

#### Quinteros
- Imputados: 2
- Víctimas: 1
- Condenados: 2

Esta causa juzgó la responsabilidad de Luis Alberto Tejada, ex suboficial mayor retirado del Ejército con funciones en el Destacamento de Inteligencia Número 144 de Mendoza, y de su esposa, Raquel Josefina Quinteros, por la apropiación de Jorge Guillermo Martínez Aranda. Francisco Luis Goya fue militante de Montoneros. A raíz de la persecución sufrida en 1976 se exilió en México, donde conoció a María Lourdes Martínez Aranda, militante del Partido Comunista mexicano. En marzo de 1979, la pareja se fue a España, donde nació su hijo Jorge Guillermo. El año siguiente regresaron a Argentina en el marco de la operación desplegada por Montoneros, denominada «Contraofensiva». Los tres fueron secuestrados en circunstancias aún no esclarecidas.
Martínez Aranda recuperó su identidad en 2008, a partir del trabajo de Abuelas de Plaza de Mayo, sin embargo el joven fue testigo de la defensa de los apropiadores.
El Tribunal Oral Federal de San Juan fijó la pena de 12 años de prisión para el ex suboficial de Inteligencia Luis Alberto Tejada y 5 años de prisión domiciliaria para su esposa, Raquel Josefina Quinteros; los apropiadores de Jorge, quienes lo anotaron como Carlos Alberto Tejada.

#### ESMA II
- Imputados: 18
- Víctimas: 86
- Condenados: 12

En la Escuela de Mecánica de la Armada (ESMA), uno de los centros clandestinos más emblemáticos de la dictadura cívico militar, estuvieron detenidas cerca de 5.000 personas, de las que solo sobrevivieron alrededor de 200. En la primera sentencia sobre crímenes cometidos en ese centro clandestino de detención se juzgaron secuestros, torturas, homicidios y robos de bienes cometidos contra 86 víctimas, 28 de las cuales permanecen desaparecidas. Por estos hechos fueron condenados 12 integrantes de la armada, entre ellos Jorge “Tigre” Acosta, Alfredo Astiz y Ricardo Miguel Cavallo, un integrante de prefectura, uno del ejército y dos de la policía federal. Dos imputados fueron absueltos. Formaron parte del juicio casos de gran repercusión como los homicidios de las monjas francesas Alice Domon y Léonie Duquet; de las fundadoras de Madres de Plaza de Mayo, Azucena Villaflor, Mary Bianco y Ester de Careaga; y del periodista, escritor y militante Rodolfo Walsh. En la sentencia se ordenó iniciar investigaciones por los casos de violencia sexual, de niños secuestrados con sus padres y por el funcionamiento de la maternidad clandestina. El tribunal también ordenó una medida de protección sobre el campo de deportes de la ESMA, sobre el que se sospecha que fue utilizado para la incineración o entierro de cuerpos. Por último los jueces le pidieron a la Corte Suprema de Justicia que promueva ante los organismos internacionales la inclusión de la figura del perseguido político en el delito internacional de genocidio.

#### Unidad 9 II
- Imputados: 9
- Víctimas: 11
- Condenados: 5

Se trató del segundo juicio por la Unidad Penal N.º 9 de La Plata. En el mismo fue investigada la responsabilidad del exagente del Servicio Penitenciario Federal Pedro César Guerrero, quien quedó fuera del juicio anterior por haber estado prófugo durante dos años. A Guerrero lo apodaban «el sátiro de la zapatilla» porque solía «golpear con una zapatilla la planta de los pies de los presos de manera intermitente». También lo llamaban «Pamperito» por la brutalidad con la que aplicaba los tormentos. Pedro César Guerrero fue condenado a nueve años de prisión.

#### Albornoz
- Imputados: 3
- Víctimas: 2
- Condenados: 1

En este juicio se juzgaron los homicidios de Margarita Susana Azize Weiss de Tello y de Juan Carlos Aguirre, quienes fueron asesinados por fuerzas de seguridad en el marco de un operativo en la provincia de Tucumán desarrollado el 12 de julio de 1976. Se encontraban imputados el Jefe del Departamento de Inteligencia de la Policía Provincial Roberto Heriberto Albornoz, Luciano Benjamín Menéndez y Antonio Domingo Bussi. Menéndez fue apartado del juicio por encontrarse ausente por superposición con otros juicios. Bussi falleció horas después del comienzo del juicio. Albornoz fue condenado a la pena de prisión perpetua por los homicidios.

#### Masacre de Palomitas II
- Imputados: 3
- Víctimas: 11
- Condenados: 3

En este segundo tramo de la causa por la Masacre de Palomitas fueron condenados el exjefe del III Cuerpo del Ejército, Luciano Benjamín Menéndez y el exjefe de Inteligencia de la Policía de Salta, Joaquín Guil, a reclusión perpetua; y Juan Carlos Alzugaray, a 20 años de reclusión; por su participación en la masacre, el fusilamiento de 11 personas cometido el 6 de julio de 1976 por miembros del Ejército y de la Policía provincial.

#### González
- Imputados: 1
- Víctimas: 2
- Condenados: 1

En 2011, el Tribunal Oral Federal de Santa Fe condenó a José María González a prisión perpetua por el homicidio doblemente calificado del militante peronista Mario Marini, secuestrado junto a su esposa Ana María Cavadini y su hijo Germán el 9 de diciembre de 1975.
El excoronel González, jefe de la Guarnición Militar de Santa Fe y director del Liceo Militar General Belgrano, el 24 de marzo de 1976 derrocó al gobernador Dr. Carlos Sylvestre
Begnis y quedó al mando de la administración provincial una vez ordenada la intervención militar. Al mismo tiempo se desempeñó como jefe del Comando
de Artillería 121, Jefe de Guarnición de Ejército Santa Fe y jefe del Área 212, de la Sub Zona 21 del Ejército Argentino.

#### Campo de Mayo IV
- Imputados: 3
- Víctimas: 2
- Condenados: 1

En esta causa fue juzgada la responsabilidad de Juan Demetrio Luna por el secuestro de Victorio Derganz y Carlos José Fateche, ocurrido el 27 de diciembre de 1976, cuando se presentaron en la empresa Ford Motor Argentina en busca de empleo. Luna estaba a cargo de la Comisaría Primera
de Tigre, donde funcionaba un centro clandestino de detención. Derganz y Fateche fueron llevados a esa comisaría, donde fueron torturados. Fateche continúa desaparecido. Reynaldo Benito Bignone y Santiago Omar Riveros también estaban imputados en la causa, pero fueron apartados del juicio por estar sometidos a otro debate al mismo tiempo.

#### Hospital Posadas
- Imputados: 3
- Víctimas: 2
- Condenados: 1

En el juicio se condenó a Reynaldo Bignone, a 15 años de prisión; a Luis Muiña, a 13 años de prisión; y a Hipólito Rafael Mariani, a 8 años de prisión por los delitos cometidos en el centro clandestino de detención conocido como «El Chalet» ubicado dentro del Hospital Posadas. Durante la dictadura militar, el Hospital estuvo bajo la jurisdicción del I Cuerpo del Ejército, y en junio de 1976 quedó en la órbita de la Fuerza Aérea.

### 2012

#### Moreno
- Imputados: 5
- Víctimas: 1
- Condenados: 5

Se trató del primer juicio por delitos de lesa humanidad en la ciudad de Tandil donde se juzgaron a 3 militares y dos civiles por el secuestro, las torturas y el homicio de Carlos Alberto Moreno. Moreno era abogado laboralista, y militante de la Juventud Peronista, que representaba a obreros de las cementeras y canteras de la zona, principalmente a los trabajadores de la empresa Loma Negra, por entonces propiedad de Amalia Lacroze de Fortabat. El 29 de abril de 1977 fue detenido a pocas cuadras de su casa y luego trasladado a Tandil, donde fue alojado en el centro clandestino de detención se conoció como la «Chacra de los Méndez». Luego de sufrir torturas, Moreno pudo escapar e incluso dar aviso a lugareños, pero fue recapturado y posteriormente asesinado. Fueron condenados los militares Julio Tomassi, Roque Pappalardo y José Luis Ojeda, y dos civiles, los hermanos Julio y Emilio Méndez, propietarios de la chacra.

#### Emma del Valle Aguirre
- Imputados: 4
- Víctimas: 1
- Condenados: 1

En este juicio se investigó las torturas a Emma del Valle Aguirre, quien fue secuestrada de su hogar el 17 de febrero de 1977 y permaneció detenida en el centro clandestino de detención que funcionó en el ingenio azucarero Nueva Baviera durante 20 días, sobrevivió a los tormentos recibidos y pudo contar lo que le ocurrió. En la causa se encontraban imputados el ex comisario de León Rougés, Miguel Ángel Moreno, Antonio Bussi, Luciano Benjamín Menéndez y Alberto Zimmerman, pero Bussi y Zimmerman fallecieron antes del juicio, mientras que Menéndez fue apartado. Moreno fue condenado a la pena de 13 años de prisión.

#### Roselli
- Imputados: 3
- Víctimas: 3
- Condenados: 3

En este juicio los expolicías Pedro Nolasco Bustos, José Olivieri y Jorge Worona fueron condenados a prisión perpetua por el homicidio de los jóvenes militantes de la Juventud Universitaria Peronista (JUP), Carlos Delfín Oliva, Ana María Villanueva y Jorge Diez, ocurrido el 2 de junio de 1976. En esta causa también estaba imputado el extitular del Tercer Cuerpo del Ejército, Luciano Benjamín Menéndez, quien fue separado del juicio por estar requerido para otras causas en Mendoza y Tucumán.

#### Feced - Díaz Bessone
- Imputados: 5
- Víctimas: 91
- Condenados: 5

Se trata del segundo juicio en que se juzgan los hechos ocurridos en el Servicio de Informaciones (SI) de la jefatura de policía de la Unidad Regional 2 de la Policía de Santa Fe, el mayor centro clandestino de detención de la provincia, ya que se calcula que por él pasaron entre 1800 y 2000 personas. En esta causa se investigaron los crímenes que damnificaron a 91 personas. Fueron condenados Mario Marcote, José Rubén Lofiego, Ramón Vergara y José Scortecchini. También fue condenado por primera vez Ramón Díaz Bessone, jefe del Comando del Segundo Cuerpo de Ejército hasta octubre de 1976 y luego ministro de Planificación de Jorge Rafael Videla. Díaz Bessone admitió haber ingresado al país los preceptos de la escuela francesa sobre desaparición de personas.

#### Martínez Dorr
- Imputados: 1
- Víctimas: 1
- Condenados: 1

En este juicio se condenó al exintegrante del Comando Radioeléctrico de Santa Fe José Martínez Dorr, la detención forzada de Froilán Aguirre, exmilitante de la Unión de Estudiantes Secundarios (UES), cuando apenas tenía 17 años junto con su compañero de militancia Juan Alberto Osuna. Ambos fueron llevados a una casa de campo en San José del Rincón, donde fueron torturados. A la madrugada del día siguiente, Froilán fue llevado a la comisaría 1.ª donde también fue duramente golpeado. Veintinueve días después fue liberado. Osuna apareció muerto por un enfrentamiento fraguado, hecho conocido como la Masacre de la Tapera.

#### Contraofensiva II
- Imputados: 4
- Víctimas: 5
- Condenados: 2

Se trata del segundo tramo de la causa Contraofensiva donde se investigaron los secuestros ocurridos entre el 21 y el 29 de febrero de 1980 de los militantes Ángel Carbajal, Julio César Genoud, Lía Mariana Ercilia Guangiroli, Verónica María Cabilla y Ricardo Marcos Zuker, quienes permanecen desaparecidos, y el secuestro de Silvia Tolchinsky, ocurrido el 9 de septiembre de 1980 en la provincia de Mendoza, quien fue liberada en 1982.
El coronel retirado Antonio Herminio Simón y el agente de inteligencia del Ejército Alfredo Omar Feito fueron condenados a 19 y 10 años de prisión, respectivamente. Por otro lado, resultaron absueltos el coronel retirado Julián Marino y al teniente coronel José Ramón Pereiro, exmiembros del Batallón de Inteligencia 601.

#### Campo de Mayo V
- Imputados: 3
- Víctimas: 6
- Condenados: 2

En este juicio se condenó a Roberto Ramón Bustos, entonces a cargo de la división informaciones de la delegación San Martín, a 19 años de prisión; y a Jorge Julio Bianchero, extitular de la seccional 3 de Villa Lynch, a 9 años de prisión. Se los juzgó por las desapariciones de Noemí Beitone, Jorge Sznaider, Jorge Pérez Brancatto, Hugo Malozowski, Mirta Silber y Carlos Pérez, que fueron secuestrados el 12 de mayo de 1979. Cuatro de ellos eran estudiantes del profesorado de Historia en el colegio Mariano Acosta. Las seis víctimas permanecen desaparecidas y existen indicios de que estuvieron en cautiverio en Campo de Mayo. Quedó fuera del juicio por cuestiones de salud el coronel retirado Nedo Otto Cardarelli, exjefe del Destacamento de Inteligencia 201.

#### Atlético - Banco - Olimpo (ABO) bis
- Imputados: 2
- Víctimas: 181
- Condenados: 2

Se trata del segundo juicio por los crímenes cometidos en Atlético, Banco y Olimpo (ABO). Fueron condenados el expolicía federal Pedro Godoy y el exmiembro del Ejército Alfredo Feito. Feito se encontraba prófugo y Godoy había sido recientemente identificado cuando se realizó el primer juicio por ABO. Este juicio fue por los mismos 181 casos que habían formado parte del primer debate oral. Feito fue condenado a 18 años de prisión por 15 casos de privación ilegítima de la libertad con aplicación de tormentos. La condena para Godoy fue de 25 años por 152 casos. Fue la primera vez que se aplicaron las reglas prácticas de la Cámara Nacional de Casación Penal para la agilización de los juicios elaboradas en 2012.

#### Ponce Borda I
- Imputados: 2
- Víctimas: 4
- Condenados: 2

En esta causa fue investigada la responsabilidad de Alberto Carlos Lucena, jefe militar del Área 313, y Juan Daniel Rauzzino, a cargo de la Policía a partir de abril de 1976, por los secuestros de los hermanos Francisco y Griselda Ponce, militantes de la Juventud Obrera Católica; el sobrino de ellos, Bruno Genaro Burgos, y por Nelly Yolanda Borda, estudiante de bioquímica que militaba en el PRT. Lucena y Rauzzino fueron condenados a 16 y 10 años de prisión, respectivamente.

#### Policía de Misiones I
- Imputados: 5
- Víctimas: 63
- Condenados: 4

En este juicio se juzgaron los crímenes cometidos en el Departamento de Informaciones del destacamento policial conocido como Casita de Mártires y la Casita del Rowing, centros clandestinos de detención dependientes de la policía provincial de Misiones. Los imputados cuya responsabilidad fue investigada en esta causa fueron Carlos Omar Herrero, exteniente coronel a cargo de la Policía desde el 9 de junio de 1976, Felipe Nicolás Giménez, ex comisario de la Policía de Misiones; Guillermo Roque Mendoza, médico de la Policía; Julio Argentino Amarilla, un exagente y Carlos Alberto Pombo, parte del grupo de tareas de la fuerza que operaba en los centros clandestinos dependientes de la policía provincial.
Herrero, fue condenado a 20 años de prisión; Giménez, a 21 años de prisión; Amarilla, a 7 años de prisión; y Pombo, a 7 años de prisión. Asimismo, Mendoza fue absuelto de los cargos.

#### Plan Sistemático de apropiación de menores I
- Imputados: 11
- Víctimas: 35
- Condenados: 9

En este juicio la Justicia dio por probada por primera vez la existencia de una «práctica sistemática y generalizada de sustracción, retención y ocultamiento de menores de edad» en «el marco de un plan general de aniquilación que desplegó sobre parte de la población civil, con el argumento de combatir la subversión implementando métodos del terrorismo de Estado durante los años 1976 a 1983 de la última dictadura militar». Esa decisión estaba pendiente desde el Juicio a las Juntas, en el que se absolvió a Videla por cinco de los seis casos que llegaron a juicio, ya que se consideró que la práctica sistemática no existía y que las apropiaciones eran casos aislados. En el primer tramo de la causa fue condenado Jorge Rafael Videla a 50 años de prisión. El tribunal condenó además a otros ocho represores: Antonio Vañek a 40 años de prisión, Jorge Acosta a 30 años, Santiago Omar Riveros a 20 años, Reynaldo Benito Bignone y Víctor Gallo a 15 años, Juan Antonio Azic a 14 años, Jorge Luis Magnacco a 15 años de prisión e Inés Susana Colombo a 5 años de prisión. Asimismo, la condena absolvió a Rubén Franco y a Eduardo Ruffo.

#### Quinto Cuerpo del Ejército
- Imputados: 17
- Víctimas: 90
- Condenados: 16

Se trató del primer juicio realizado en Bahía Blanca fueron condenados a prisión perpetua 11 integrantes del Ejército y tres de la policía federal. Otros dos tres imputados fueron condenados a penas entre 18 y 17 años de prisión. Fueron investigados los crímenes cometidos en perjuicio de 90 víctimas, de las
cuales muchas eran militantes de Montoneros, la Juventud Peronista (JUP) y la Unión de Estudiantes Secundarios (UES). Entre los casos también se encuentra la “Masacre de la calle Catriel”, y los casos de dos embarazadas: Olga Souto de Castillo y María Graciela Izurieta.

#### Contraofensiva III
- Imputados: 3
- Víctimas: 6
- Condenados: 3

Se trató del tercer tramo de la causa Contraofensiva. Fueron condenados los agentes civiles de inteligencia Carlos Eduardo José Somoza y Jorge Oscar Baca. Ambos utilizaban como sosías los nombres César Ernesto Segal y Juan Omar Boyé para sus tareas asignadas por el Batallón 601. Julio Cirino fue absuelto en primera instancia pero fue condenado en el fallo de la Cámara Federal.

#### La Cueva I
- Imputados: 14
- Víctimas: 86
- Condenados: 14

En esta causa fueron acumulados cuatro expedientes por los crímenes que damnificaron a 86 personas. Fueron cometidos en la Comisaría 1.ª y en el centro clandestino de detención «La Cueva», ambos de Mar del Plata, y en la Comisaría 4.ª y la Subcomisaría Díaz Vélez, las dos de Necochea. Alfredo Manuel Arrillaga, Leandro Edgar Marquiegui, Eduardo Jorge Blanco, Jorge Luis Toccalino, Ernesto Alejandro Agustoni y José Carmen Beccio fueron condenados a prisión perpetua. Seis imputados más fueron condenados a penas de entre 5 y 25 años. Resultaron absueltos en este juicio Aldo José Sagasti y Marcelino Blaustein.

#### Masacre de Trelew
- Imputados: 5
- Víctimas: 19
- Condenados: 5

El 15 de agosto de 1972 se fugaron 25 presos políticos que se encontraban en la Unidad 6 de Rawson. Solo seis de los prisioneros lograron escapar a Chile; los 19 restantes se entregaron en el aeropuerto de Trelew al capitán de navío Luis Emilio Sosa. Los detenidos fueron llevados a la base aeronaval Almirante Zar, en donde se mantuvieron incomunicados durante seis días. En la
madrugada del 22 de agosto, los prisioneros fueron fusilados por personal militar. Dieciséis murieron y tres lograron sobrevivir. Por estos hechos fueron condenados Sosa y dos marinos más, Emilio Jorge del Real y Carlos Amadeo Marandino. El jefe de la base Rubén Paccagnini y el juez militar Jorge Enrique Bautista fueron absueltos, decisión que fue revocada por la Cámara Federal. En este juicio se dio por acreditado que el inicio del Plan Clandestino de Represión fue anterior al golpe de 1976. El tribunal ordenó que se solicite la extradición de Roberto Guillermo Bravo, quien reside en los Estados Unidos y está acusado de haber sido uno de los autores de la masacre.

#### La Escuelita II – Luera
- Imputados: 21
- Víctimas: 39
- Condenados: 21

En el segundo juicio por delitos de lesa humanidad cometidos durante la dictadura militar en la llamada Subzona 52 se juzgó a 21 imputados. Se investigaron secuestros producidos en distintas ciudades de la región: Neuquén (incluyendo el operativo en el barrio Sapere), Cipoletti, Cinco Saltos, Cutral Có, Junín de los Andes, General Roca, Plottier, San Martín de los Andes y San Carlos de Bariloche.

#### Musa Azar
- Imputados: 10
- Víctimas: 44
- Condenados: 10

En 2012 el Tribunal Oral Federal (TOF) condenó a Antonio Musa Azar a cadena perpetua. Fue un fallo histórico en el cual se condenó el abuso deshonesto (sexual) (violaciones sexuales) en perjuicio de un detenido varón.
Se dictó sentencia en la causa que acumuló los expedientes que agruparon los casos de desapariciones forzadas de personas anteriores al 24 de marzo de 1976 (Grupo I); los hechos de detenciones ilegales, allanamientos, secuestros, torturas, etc. anteriores al 24 de marzo de 1976 (Grupo II) y los casos de desapariciones forzadas de personas a partir del 24 de marzo de 1976 (Grupo III). Se condenó a los 10 imputados, por los delitos cometidos en contra de 44 víctimas.

#### Estrella - Los mártires de Chamical I
- Imputados: 3
- Víctimas: 2
- Condenados: 3

En el primer juicio de la provincia de La Rioja fueron condenados a prisión perpetua el ex general Luciano Benjamín Menéndez, el vicecomodoro Luis Fernando Estrella, quien era segundo jefe de la Base Aérea de Chamical, y el ex comisario Domingo Benito Vera por los asesinatos de los sacerdotes Carlos de Dios Murias y Rogelio Gabriel Longueville, secuestrados el 18 de julio de 1976 en la parroquia El Salvador, de Chamical. Los cuerpos de las víctimas aparecieron dos días después en un descampado.

#### Magnacco
- Imputados: 1
- Víctimas: 1
- Condenados: 1

En esta causa se juzgó la responsabilidad del ex obstetra del Hospital Naval Jorge Magnacco, por la sustracción, retención y ocultación de Evelin Karina Bauer Pegoraro. Magnacco atendió a la madre en el parto, que tuvo lugar en el centro clandestino de detención que funcionó en la ESMA.

#### Circuito Camps
- Imputados: 23
- Víctimas: 281
- Condenados: 23

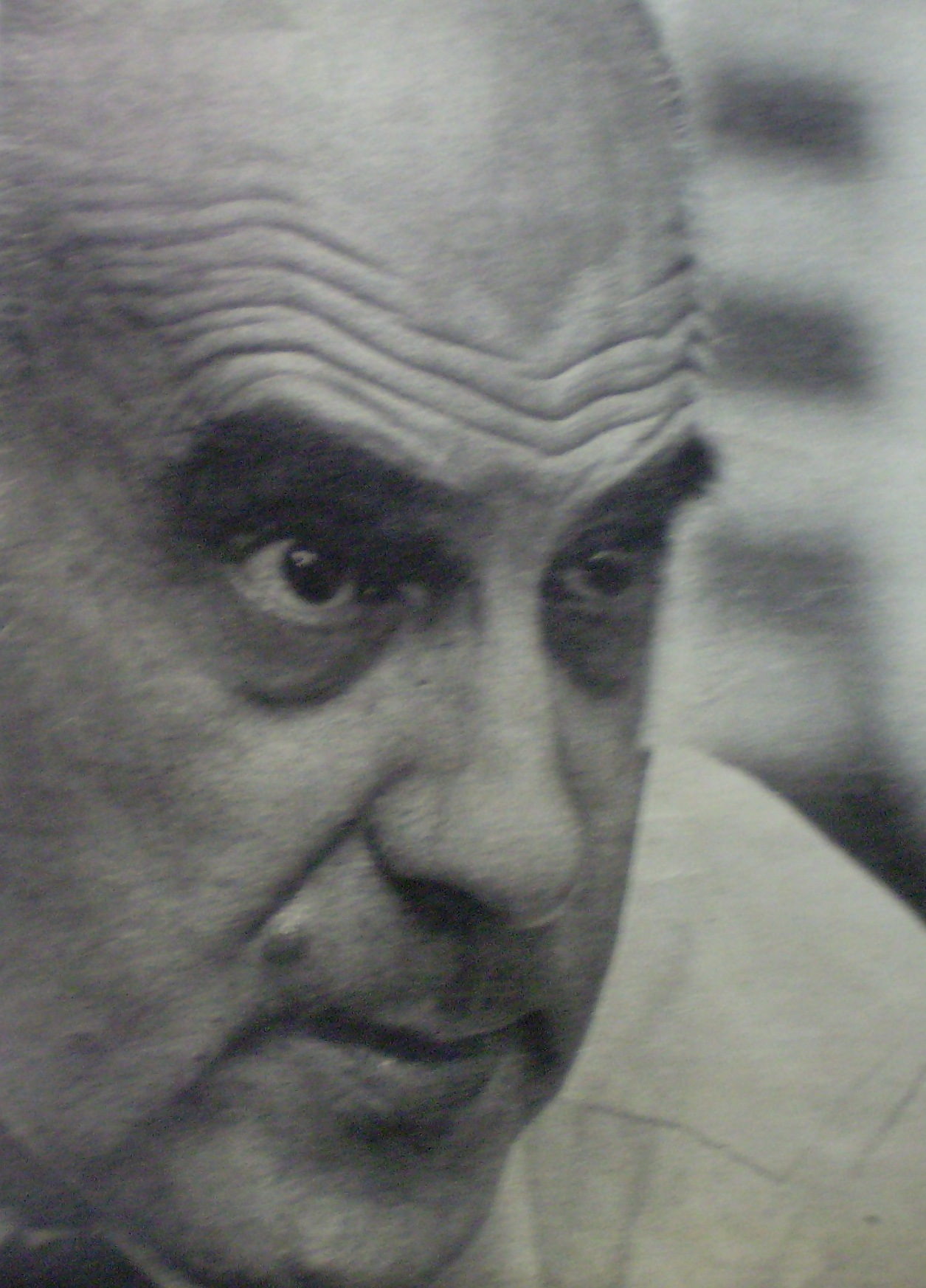
El exgeneral Ramón Camps responsable de las dependencias de la policía de la provincia de Buenos Aires señaladas como centros clandestinos de detención.

Los delitos cometidos en los centros clandestinos de detención que funcionaron en Comisaría 5.ª de La Plata, el Destacamento de Arana, la Brigada de Investigaciones de La Plata, la Subcomisaría de Don Bosco denominada “Puesto Vasco”, COT I Martínez y la Brigada de San Justo formaron parte de esta megacausa. También se investigaron los hechos conocidos como “La noche de los lápices”, el secuestro del “grupo Graiver”, los secuestros de Jacobo Timerman y Jorge Julio López y los hechos sucedidos en la casa de “TeruggiMariani”, incluida la apropiación de la menor Clara Anahí. En el debate fue ampliada la acusación por el delito de homicidio, receptando la tarea del Equipo Argentino de Antropología Forense que permitió identificar a muchas víctimas del juicio. Fueron condenados 20 policías bonaerenses, dos integrantes del Ejército y el funcionario civil de la dictadura, Jaime Lamont Smart.

#### Manacorda
- Imputados: 2
- Víctimas: 1
- Condenados: 2

Sebastián Casado Tasca nació en marzo de 1978 durante el cautiverio de su madre, Adriana Leonor Tasca, quien fue secuestrada cuando estaba embarazada de cinco meses y estuvo detenida en «La Cacha». Gaspar Casado, padre de Sebastián, estuvo detenido en la ESMA. El niño fue entregado por un oficial de las Fuerzas Armadas a un matrimonio que lo inscribió como hijo propio con una partida de nacimiento falsa. Sebastián recuperó su identidad en febrero de 2006. En esta causa se investigó la responsabilidad de su apropiadora, Silvia Beatriz Molina y de la médica que falsificó la partida de nacimiento, Nora Raquel Manacorda.

#### Vergez
- Imputados: 1
- Víctimas: 4
- Condenados: 1

Héctor Pedro Vergez fue juzgado por los secuestros y desapariciones del empresario Julio Gallego Soto y del funcionario del Ministerio de Economía Juan Carlos Casariego de Bel, quien se oponía a una
maniobra del ministro José Alfredo Martínez de Hoz para beneficiar a los dueños de la excompañía de electricidad Italo. También se lo juzgó por la desaparición de Javier Coccoz, militante del ERP, y el secuestro de su esposa Cristina Zamponi. Vergez fue uno de fundadores del llamado “Comando Libertadores de América” en Córdoba, un grupo parapolicial que funcionaba bajo el mando del área de Inteligencia del Ejército.

#### Portillo - Hechos Paso de los Libres
- Imputados: 1
- Víctimas: 1
- Condenados: 1

Fue el primer juicio en el que se juzgaron hechos ocurridos en la jurisdicción de Paso de los Libres. Se condenó al excoronel Ángel Raúl Portillo, jefe del Destacamento de Inteligencia 123, a 16 años de prisión por la privación ilegítima de la libertad de Héctor Acosta, quien continúa desaparecido. Tenía 18 años al momento de su secuestro, ocurrido el 22 de marzo de 1976.

#### Acumulación Paraná
- Imputados: 7
- Víctimas: 30
- Condenados: 4

Este juicio abarcó tres causas sobre crímenes cometidos en Concepción del Uruguay, Gualeguaychú y Concordia. Fueron condenados Juan Miguel Valentino, Naldo Miguel Dasso, Julio César Rodríguez y Francisco Crescenzo. Resultaron absueltos Marcelo Alfredo Pérez, Juan Carlos Mondragón y Santiago Héctor Carlos Kelly del Moral. Albano Harguindeguy, exministro del Interior, también se encontraba imputado pero falleció durante el debate.

#### Masacre de la calle Juan B. Justo - Saint Amant I
- Imputados: 3
- Víctimas: 21
- Condenados: 3

El debate reunió tres causas: una de ellas es conocida como Masacre de Juan B. Justo, en la cual se investigaron los asesinatos de Ana María del Carmen Granada, del matrimonio de Omar Amestoy y de María del Carmen Fettolini junto con de sus hijos, cometidos durante un operativo del Ejército y la Policía Bonaerense en noviembre de 1976. El único sobreviviente de este operativo fue Manuel Gonçalvez, nieto recuperado por las Abuelas de Plaza de Mayo, quien en ese entonces tenía cuatro meses. En otra de las causas se investigó la desaparición de ocho militantes de la Juventud Peronista, ocurridas entre abril y mayo de 1978 en San Nicolás. La tercera causa que formó parte del juicio es la que investigó la privación ilegítima de la libertad que sufrió José María Mastroberardino. Fueron condenados Fernando Manuel Saint Amant, exjefe del Área 132, Antonio Federico Bossie, exjefe de Operaciones del Área 132, y Jorge Muñoz, exjefe de la delegación San Nicolás de la Policía Federal.

### 2013

#### Base Naval II
- Imputados: 13
- Víctimas: 65
- Condenados: 13

Se trata del segundo tramo del circuito represivo que incluía los centro clandestino de detención de la Base Naval, la Escuela de Suboficiales de Infantería de la Marina (ESIM) y la Prefectura Naval. Fueron condenados a prisión perpetua por delitos de lesa humanidad cometidos durante la dictadura el general retirado Alfredo Manuel Arrillaga y otros seis marinos más. Otros tres marinos y dos prefectos fueron condenados a penas de entre 12 y 25 años de prisión. El abogado Juan Carlos Guyot, exauditor civil de la Armada, recibió una pena de 3 años de prisión. Además, el tribunal ordenó que se investigue participación o responsabilidad de civiles, jueces, fiscales, defensores y policías por ocultar pruebas, como los pedidos de habeas corpus, o por no dar cuenta del entierro de cuerpos en cementerios sin ser identificados.

#### Campo de Mayo VI – Embarazadas
- Imputados: 11
- Víctimas: 24
- Condenados: 11

En este juicio se juzgaron a nueve imputados por los secuestros de siete mujeres embarazadas (Marta Graciela Álvarez, Ana María Lanzilotto, María Eva Duarte, Isabel Acuña, Miryam Ovando, Susana Stritzler y Beatriz Recchia), de sus compañeros y de otras víctimas relacionados con ellos. También fueron juzgados los dos apropiadores de Laura Catalina De Sanctis Ovando, hija de Miryam Ovando y Raúl René De Sanctis.

#### Furio Etcheverri
- Imputados: 10
- Víctimas: 27
- Condenados: 10

Esta causa es la primera vez que llegan a juicio grandes operativos como PCML (operativo “Escoba”) y el de mayo de 1978. La mayoría de las víctimas fueron casos de desapariciones forzadas. En esta causa fueron condenados Alcides París Francisca, Paulino Enrique Furió, Juan Agustín Oyarzabal, Armando Fernández, Juan Antonio Garibote, Aldo Patrocinio Bruno Pérez, Ricardo Benjamín Miranda, Ramón Ángel Puebla, Dardo Migno Pipaon y Fernando Morelado.

#### Mariñelarena - Caso Cagnola Pereyra
- Imputados: 3
- Víctimas: 1
- Condenados: 3

El 5 de octubre de 1977 Eduardo Cagnola y Liliana Carmen Pereyra, embarazada de cinco meses, fueron secuestrados en Mar del Plata y permanecieron detenidos en la Base Naval de Buzos Tácticos de esa ciudad, hasta que la joven fue trasladada a la ESMA. En ese centro clandestino estuvo en la llamada “pieza de las embarazadas” y, en febrero de 1978, dio a luz a un bebé al que llamó Federico. El niño apropiado tiene hoy 35 años y recuperó su identidad en 2008 cuando el Banco Nacional de Datos Genéticos comprobó que es hijo del matrimonio Pereyra-Cagnola. En esta causa se juzgó a los apropiadores Cristina Mariñelarena y José Ernesto Bacca, y a la entregadora Inés Graciela Lugones, viuda del teniente coronel Guillermo Minicucci quien comandó el centro clandestino «El Vesubio» durante la última dictadura cívico militar.

#### Masacre de Margarita Belén II
- Imputados: 1
- Víctimas: 4
- Condenados: 1

Norberto Tozzo se encontraba imputado en la causa Masacre de Margarita Belén I, pero no pudo ser juzgado porque estaba prófugo cuando empezó el primer juicio. En 2011 fue localizado y extraditado desde Brasil. Fue condenado a 24 años de prisión tras ser encontrado culpable de la desaparición forzada de los militantes políticos Fernando Piérola, Roberto Horacio Yedro, Reynaldo Zapata Soñez y Julio Andrés Pereyra. No fue posible imputar por hechos que la jurisdicción brasilera consideraba prescriptos, por lo que solo fue juzgado por las privaciones ilegales de la libertad.

#### Álvarez García
- Imputados: 3
- Víctimas: 15
- Condenados: 3

Se trata del primer juicio de la provincia de Jujuy fueron condenados Antonio Orlando Vargas, José Eduardo Bulgheroni y Mariano Rafael Braga, quienes integraban el Ejército con rango de oficiales. También estaba imputado Luciano Benjamín Menéndez, excomandante del III Cuerpo de Ejército, pero fue apartado de la causa por razones médicas. Se trata de una causa que surge por la acumulación de cinco expedientes: uno de ellos investiga la desaparición del estudiante Julio Rolando Álvarez García, otros abarcan víctimas de Tumbaya, San Salvador de Jujuy y víctimas que fueron trasladadas desde San Pedro al penal de Villa Gorriti; también incluye los delitos de la llamada «Noche del Apagón» cometidos por fuerzas represivas en el ingenio Ledesma del Grupo Blaquier. Las condenas fueron Antonio Orlando Vargas, por homicidios calificados, la pena de prisión perpetua; Orlando Ricardo Ortiz, por homicidios calificados, la pena de prisión perpetua; César Díaz, por homicidios calificados, la pena de prisión perpetua; Mario Marcelo Gutiérrez, por homicidio, quince años de prisión; Carlos Alberto Ortiz, por privaciones ilegítimas de la libertad agravadas y tormentos agravados, doce años de prisión; y Herminio Zarate, por privaciones ilegítimas de la libertad agravadas y tormentos agravados, nueve años de prisión.

#### Trevisan
- Imputados: 2
- Víctimas: 3
- Condenados: 2

La causa juzgó los secuestros de los tres hermanos Iaccarino en operativos simultáneos realizados en la Ciudad de Buenos Aires y en Santiago del Estero. Después de pasar por varias comisarías y centros clandestinos (ocho en total), llegaron a «El Infierno». Allí, a finales de agosto de 1977, fueron forzados a vender sus propiedades con la promesa de obtener la libertad, aunque nunca recibieron dinero a cambio. Luego fueron trasladados a la Unidad 9 de La Plata y, tras pasar unos meses en Santiago del Estero, en septiembre de 1978 quedaron en libertad. Por estos hechos fueron condenados dos policías bonaerenses.

#### Solari Yrigoyen
- Imputados: 3
- Víctimas: 2
- Condenados: 3

En esta causa fueron condenados tres imputados: Luis García, exmédico de la Unidad Penitenciaria 6 de Rawson; Osvaldo Fano, el exjefe de la cárcel y Jorge Steading, exguardia de la misma, por los hechos que damnificaron a dos víctimas. Una de ellas es Hipólito Solari Yrigoyen, quien era senador por la Unión Cívica Radical por la provincia de Chubut. La otra víctima era el abogado Mario Abel Amaya, quien fue defensor de presos políticos y tuvo un rol importante en los hechos vinculados a la Masacre de Trelew.

#### Martel - Caso Bustos y otros
- Imputados: 7
- Víctimas: 58
- Condenados: 7

El Tribunal Oral en lo Criminal Federal de San Juan acumuló cuatro expedientes con el objeto de realizar un debate común que concluyó con la condena de Gustavo De Marchi, Juan Del Torchio, Daniel Gómez, Alejandro Lazo, Osvaldo Martel, Horacio Nieto y Jorge Olivera por los casos que damnificaron a 58 víctimas. Todas ellas habían sufrido la privación de su libertad en centros clandestinos de detención que funcionaban dentro de un circuito represivo que comprendía a la Penitenciaría de Chimbas, el Regimiento de Infantería de Montaña 22, el edificio de la antigua legislatura, la central de la policía de la provincia de San Juan, la alcaidía de mujeres de la policía provincial y el CCD conocido como «La Marquesita»
.

#### Madrid
- Imputados: 3
- Víctimas: 1
- Condenados: 3

Elena Gallinari Abinet fue la primera nieta apropiada nacida en cautiverio restituida por Abuelas de Plaza de Mayo. Tenía diez años cuando fue encontrada y devuelta a su familia en 1987. Su madre María Leonor Abinet fue secuestrada en septiembre de 1976 cuando estaba embarazada de siete meses. No hay información sobre el tiempo transcurrido entre su secuestro y su muerte. En 1984 exhumaron restos de cinco personas enterradas como NN en el cementerio municipal de General San Martín. Elena y su familia dejaron muestras de sangre en el Equipo Argentino de Antropología Forense (EAAF). En abril del 2011 determinaron que entre aquellos restos estaba su madre. En esta causa fueron condenados a 10 años los apropiadores: el ex subcomisario Domingo Madrid y su esposa María Elichart. También fue condenada a 5 años la médica que firmó el acta de nacimiento, Silvia Kirilovsky.

#### Ayala
- Imputados: 1
- Víctimas: 6
- Condenados: 1

Se trata de la causa que surge como desprendimiento de la causa conocida como Unidad Penal 1. Juan Domingo Ayala fue condenado a 12 años por los casos de 6 víctimas, que estaban detenidos en la unidad penitenciaria cuando se fraguó un enfrentamiento el 17 de mayo de 1976, durante un traslado desde la UP 1 al Departamento de Informaciones Policiales (D2) de la Córdoba. Uno de los vehículos era conducido por el imputado.

#### Filippo - Hechos Paso de los Libres
- Imputados: 3
- Víctimas: 3
- Condenados: 3

Carlos Lossada, Lilian Lossada y Rosa Noemí Coto fueron secuestrados en noviembre de 1976 y llevados al centro clandestino de detención que funcionó en el Regimiento 5 de Infantería de Paso de los Libres. Ahí fueron torturados. Por estos hechos condenados por privación ilegítima de libertad y tormentos el exteniente primero Héctor Mario Filippo y los agentes civiles de inteligencia Carlos Faraldo y Rubén Ledesma, quienes se desempeñaron en el Destacamento de Inteligencia 123.

#### Sambuelli
- Imputados: 7
- Víctimas: 39
- Condenados: 7

Se trató del décimo juicio de la provincia de Santa Fe, y el primero en la sección de Reconquista. Fueron condenados siete imputados que pertenecieron a la fuerza aérea y a la policía de la provincia por delitos cometidos en el centro clandestino de detención «Brigada Aérea». Uno de ellos fue Danilo Sambuelli, exoficial de la Fuerza Aérea y ex interventor de la municipalidad de Reconquista durante la última dictadura, quien fue condenado a 21 años de prisión. Cinco de los imputados fueron condenados como autores directos de violaciones sexuales reiteradas a dos mujeres. Una de ellas se encontraba embarazada en estado avanzado y fue mantenida cautiva en su casa donde fue violada de manera reiterada frente a sus hijos
de 2 años y 9 meses de edad. Cuando nació su hijo, fue apropiado. Otra de las víctimas también sufrió esclavitud sexual durante su cautiverio tanto en el centro clandestino como en su propia casa.

#### Rodríguez - cementerio San Lorenzo
- Imputados: 3
- Víctimas: 1
- Condenados: 3

En esta causa fueron juzgados los militares retirados Rubén Cervera y Horacio Maderna junto con el civil Pedro Alberto Rodríguez por el secuestro y las torturas que sufrió el titular del Sindicato de Municipales de San Lorenzo, Manuel Ricardo Casado. Cervera era el jefe del Batallón 121 de Arsenales de Fray Luis Beltrán, y fue nombrado interventor de este municipio durante la dictadura. Maderna también formaba parte del Batallón de Arsenales, y fue designado secretario de Gobierno de la intendencia de San Lorenzo, mientras que Rodríguez continuó como asesor jurídico del municipio. Esta causa abrió el camino para iniciar las investigaciones acerca de la represión en el cordón industrial de San Lorenzo.

#### Campo de Mayo VII
- Imputados: 3
- Víctimas: 28
- Condenados: 3

Se juzgaron los crímenes de privación ilegal de la libertad y tormentos cometidos en perjuicio de 28 víctimas en el ámbito del circuito represivo que operó en la zona de Zárate y Campana, en el norte del conurbano bonaerense. La mayoría de las víctimas eran militantes sociales, políticos y sindicales, entre ellos el intendente de Zárate, Francisco Bugatto. El juicio se caracterizó por develar pruebas de la existencia de un circuito de 18 centros clandestinos en la zona, muchos de ellos nunca investigados, y que funcionaron en lugares como un club, un buque o una mansión. Se solicitó en la sentencia que sean investigados en la instrucción.

#### Ángel I
- Imputados: 7
- Víctimas: 7
- Condenados: 3

Los casos investigados en este juicio corresponden a Andrés Abelardo Ángel y otras seis víctimas de la localidad de Famatina, provincia de La Rioja, secuestradas por una comisión reservada del Escuadrón n.º 24 (dependiente de Gendarmería Nacional) de Chilecito, donde funcionaba un centro clandestino de detención. Los imputados pertenecían a la Gendarmería y al Ejército. Tres fueron condenados y cuatro resultaron absueltos.

#### Camicha
- Imputados: 8
- Víctimas: 74
- Condenados: 8

En esta causa se investigaron crímenes cometidos en el centro clandestino de detención que funcionó en dependencias del Regimiento de Infantería de Monte 29 (RIM 29) durante los años 1976 y 1978. Se imputó a los que conformaron una asociación ilícita en los secuestros, torturas y desapariciones que tuvieron lugar en la provincia. Se trató del juicio más largo y completo de Formosa, pues concentró un número importante de víctimas y hechos represivos.

#### Campo de Mayo VIII
- Imputados: 8
- Víctimas: 4
- Condenados: 8

Se trató del octavo juicio de la megacausa Campo de Mayo, se acumularon tres causas en las que se investigaron los secuestros de Roberto Quieto (un hecho ocurrido en 1975, previo al golpe de Estado), de María Delia Leiva y la apropiación de su hijo, Gabriel Matías Cevasco, y la de Martín Amarilla Molfino (hijo de Marcela Esther Molfino y Guillermo Amarilla). En ambos casos se trata de nietos restituidos.

#### Toledo de Ygel
- Imputados: 1
- Víctimas: 2
- Condenados: 1

El 12 de diciembre de 2013 el TOF de Tucumán condenó a Luciano Benjamín Menéndez a doce años de prisión, por considerarlo autor mediato del delito de privación ilegal de la libertad cometido en perjuicio de Jorge Ricardo Ygel y Julia Rita Ariza. Las víctimas fueron secuestradas en el año 1977 con el objeto de despojarlas de 25 hectáreas de una estancia en la localidad de Yacuchina, provincia de Tucumán. Sobre esos terrenos se edificó Capitán Cáceres, uno de los cuatro pueblos que Antonio Domingo Bussi programó como una zona de operaciones contra la guerrilla, paralelos a la vieja traza de la ruta nacional 38, en el marco del llamado “Operativo Independencia”. El tribunal condenó además al Estado argentino a pagar a las víctimas una indemnización por el despojo de sus tierras.

#### Megacausa Arsenal Miguel de Azcuénaga II y Jefatura II
- Imputados: 41
- Víctimas: 228
- Condenados: 37

Se trató de la primera megacausa en la provincia de Tucumán, en la que el Tribunal Oral de la provincia acumuló las causas instruidas por los crímenes de lesa humanidad cometidos en los centros clandestinos de detención conocidos como «Jefatura» y «Arsenales», con el objeto de realizar un único juicio oral.
Fue la primera vez que todo el sistema represivo de Tucumán se unificó en un solo proceso: en Jefatura se decidían las muertes, se trasladaban a las víctimas a Arsenal y allí se definía cómo se las hacía desaparecer. Fueron condenados 37 de los 41 imputados por los hechos que damnificaron a 228 víctimas. El sacerdote José Eloy Mijalchiyk fue absuelto a pesar de todo el material probatorio que lo vinculaban a crímenes de lesa humanidad.

#### Quinto Cuerpo del Ejército – Stricker
- Imputados: 7
- Víctimas: 89
- Condenados: 7

Se trató del segundo juicio por los crímenes cometidos en la jurisdicción del V Cuerpo de Ejército, con sede en Bahía Blanca. El juicio versó sobre delitos cometidos en el centros clandestinos de detención «La Escuelita» que operó en dicha ciudad y también dio cuenta del accionar del el Consejo de Guerra Especial Estable de la Subzona de Defensa 51, organismo extrajudicial que en el marco de parodias de juicio intentó formalizar las detenciones ilegales de varias de las víctimas. Se condenó a Felipe Ayala, suboficial retirado, a prisión perpetua; Bernardo Cabezón, suboficial retirado, a prisión perpetua; Héctor Fidalgo, coronel retirado, a 3 años y 4 meses de prisión; Ricardo Gandolfo, teniente del Ejército Argentino, a 4 años y 3 meses de prisión domiciliaria; Alejandro Marjanov, coronel retirado, a prisión perpetua; Carlos Stricker, coronel retirado, condena a prisión perpetua; y a Fernando Videla, subteniente retirado, condena a 11 años de prisión.
En la sentencia se resolvió declarar la nulidad de las sentencias de dicho Consejo de Guerra, a la vez que avanzar sobre la complicidad de la justicia provincial en los crímenes, a partir del pedido de investigación del exjuez Francisco Bentivegna.

#### Musa Azar Grupo IV – Acuña
- Imputados: 10
- Víctimas: 34
- Condenados: 8

El 19 de diciembre de 2013, el Tribunal condenó a 8 imputados y absolvió a 2, por las detenciones ilegales, allanamientos, secuestros, torturas, que damnificaron a 34 víctimas. Se trata de hechos que ocurrieron con posterioridad al 24 de marzo de 1976, que en la jurisdicción se unificaron en el llamado Grupo IV.

#### Fronda y acumuladas
- Imputados: 17
- Víctimas: 34
- Condenados: 15

En este juicio el Tribunal Oral en lo Criminal de Salta acumuló 19 expedientes a fin de realizar un único debate que resultara representativo del accionar represivo en la provincia, se trató de los hechos ocurridos en los centros clandestinos detención que funcionaron en ella: en la Central de Policía en la ciudad de Salta, donde existía un sector destinado al efecto; en el Escuadrón 20 de Gendarmería Nacional en la ciudad de Orán; en el Regimiento de Monte 28 situado en Tartagal y en el Penal de Villa Las Rosas. Así, el 20 de diciembre de 2013, luego de 18 meses de juicio, fueron condenados 15 de los 17 acusados: Joaquín Cornejo Alemán, Héctor Luis Ríos Ereñú, Miguel Raúl Gentil, Virtom Modesto Mendíaz, Joaquín Guil, Juan Carlos Alzugaray y Carlos Alberto Mulhall a prisión perpetua y a Julio Correa, Víctor Hugo Almirón, Mario Pachao, Juan Manuel Ovalle, Felipe Caucotta, Raúl Toledano, Ricardo de la Vega y Jacinto Vivas a penas entre 5 y 10 años de prisión.

#### Guerrieri II
- Imputados: 12
- Víctimas: 27
- Condenados: 12

Este juicio es el residual de la causa Guerrieri I. En la causa se investigaron los crímenes cometidos en la zona de Rosario y, en especial, los ocurridos en los centros clandestinos de detención que funcionaron en la quinta «La Calamita»;la «Quinta de Funes»;la «Escuela Nro. 288 Osvaldo Magnasco»; la quinta «La Intermedia» perteneciente a la familia de Amelong; y la «Fábrica Militar de Armas "Domingo Matheu"».
El tribunal condenó a Marino González a prisión perpetua; Ariel Zenón Porra a 25 años de prisión; Juan Andrés Cabrera, a 25 años de prisión; Carlos Sfulcini, a 20 años de prisión; Alberto Pelliza, a 18 años de prisión; Ariel Antonio López, a 16 años de prisión; Óscar Pascual Güerrieri, a 10 años de prisión; Jorge Alberto Fariña, a 10 años de prisión; Juan Daniel Amelong, a 10 años de prisión; Eduardo Constanzo, a 10 años de prisión; Joaquín Gurrera, a 8 años de prisión; y a Walter Salvador Pagano, 5 años de prisión. En todos los casos con más la pena accesoria de inhabilitación absoluta.

### 2014

#### Rodríguez Dieguez
- Imputados: 2
- Víctimas: 1
- Condenados: 2

Se trata de un juicio en el que dirimió la responsabilidad de dos oficiales del Ejército Argentino en el homicidio del soldado conscripto José Luis Rodríguez Diéguez. La víctima cumplió el servicio militar obligatorio desde el 16 de marzo de 1976 hasta el 13 de octubre de ese año en el Regimiento de Infantería de Montaña (RIM) 21 de Las Lajas, Neuquén. El 14 de octubre fue transferido de manera intempestiva al Regimiento de Infantería (RI 25) de Sarmiento, Chubut. La versión oficial, dada a su familia, dio cuenta de que Diéguez desertó a fin de octubre de 1976 y que se le dio de baja del Ejército el 25 de aquel mes. En la investigación que llega a juicio se determinó que en realidad el soldado fue secuestrado y permanece desaparecido.

#### La Escuelita III
- Imputados: 5
- Víctimas: 55
- Condenados: 5

En el tercer juicio de la causa «La Escuelita» se juzgaron 55 casos que ya habían sido parte de los juicios anteriores. Se trata de una de las causas llamadas «residuales» ya que los imputados cuya responsabilidad se analizó en este debate habían quedado apartados de los dos anteriores por motivos de salud o por encontrarse prófugos. Fueron condenados el exjefe de Inteligencia del Destacamento de Inteligencia 182 Mario Gómez Arenas; exjefe de la Sección Sanidad de Unidad Militar, Hilarión de la Paz Sosa; del exjefe del personal del Comando de la Sexta Brigada de Infantería de Montaña, Luis Farías Barrera; del exteniente coronel de Inteligencia Jorge Di Pasquale; y del ex segundo jefe de la Delegación Neuquén de la Policía Federal, Jorge Alberto Soza
.

#### Grupo de los siete
- Imputados: 6
- Víctimas: 7
- Condenados: 6

Este juicio nucleó los casos de siete víctimas que fueron secuestradas entre el 23 y el 28 de mayo de 1976 en diferente operativos policiales: Dominga Álvarez de Scurta, Jaime Lara Torres, María Alicia del Valle Ranzoni, Jorge Ernesto Turk, Osvaldo José Giribaldi y los hermanos Juana y Pedro Torres
Cabrera, todas ellas eran militantes políticos. Ingresaron al penal de Villa Gorriti entre el 30 de mayo y 2 de junio de ese año, procedente el centro clandestino de detención «Comando Radioeléctrico» de la policía de la provincia de Jujuy. Finalmente, fueron sacadas del penal en junio de 1976; la información que se registró en los libros del penal, indica que habrían sido llevados/as “en comisión a la central de policía”. En enero de 1984 se encontraron los restos de Dominga Álvarez de Scurta en una fosa común, junto a tres víctimas de la “masacre de Palomitas”, de la provincia de Salta. Fue el único cuerpo que se pudo recuperar de las víctimas del terrorismo de Estado en Jujuy. Por estos crímenes fueron juzgados seis de los responsables: el interventor del penal de Villa Gorriti Antonio Vargas, el sargento César Daria Díaz y cuatro penitenciarios, Carlos Alberto Ortiz, Orlando Ricardo Ortiz, Mario Marcelo Gutiérrez, y Herminio Zárate.

#### Villavicencio
- Imputados: 1
- Víctimas: 1
- Condenados: 1

En esta causa se juzgó a Lidia Fanni Villavicencio, obstetra de la maternidad clandestina que funcionó en Campo de Mayo, acusada de firmar el certificado falso del nacimiento de Catalina De Sanctis Ovando, en el que figuraba como hija de sus apropiadores. Catalina es hija de Raúl René De Sanctis
y Miryam Ovando, dos estudiantes universitarios que militaban en la Juventud Peronista, ambos desaparecidos.

#### De Benedetti
- Imputados: 6
- Víctimas: 1
- Condenados: 6

Osvaldo Sigfrido De Benedetti, alias “Tordo”, fue uno de los dirigentes terroristas más relevantes de Tucumán. Militaba en el Partido Revolucionario de los Trabajadores y el Ejército Revolucionario del Pueblo y fue partícipe en varios secuestros y asesinatos de civiles, siendo uno de los más resonantes el del empresario Oberdán Sallustro. Fue asesinado por personal perteneciente a fuerzas militares en la provincia de Tucumán el 21 de julio de 1978, en el marco de un falso intento de fuga del penal en el que se hallaba detenido, escenario que fue simulado por las fuerzas de seguridad para justificar su homicidio. El 29 de mayo de 2014 el Tribunal Oral de Tucumán condenó a los responsables de ese hecho, que calificó como homicidio agravado, a la pena de prisión perpetua.

#### Brusa - Asociación ilícita
- Imputados: 4
- Víctimas: 14
- Condenados: 4

Este juicio fue otra las causas llamadas “residuales”, en este caso se investigó a los imputados de la causa “Brusa”, pero por el delito de asociación ilícita. El exjuez Victor Brusa fue condenado a siete años de prisión y a nueve años de prisión el exagente de la Policía provincial en el Departamento de Informaciones de la Provincia (D-2), Alberto Ramos Campagnolo. El exjefe de la Oficina de Coordinación dependiente del Área Militar 212, Juan Calixto Perizzotti, fue condenado a 8 años y a cinco la exagente María Eva Aebi.

#### Angelelli
- Imputados: 5
- Víctimas: 2
- Condenados: 2

La muerte del obispo de La Rioja, Enrique Angelelli se produjo el 4 de agosto de 1976, en un accidente automovilístico provocado intencionalmente en un tramo de la ruta cercano a la localidad de Chamical. En ese mismo lugar habían aparecido los cuerpos de los curas Murias y Longueville. La causa que investigó el accidente de Angelelli en ese entonces fue archivada pocos días después del hecho: el juez Aldo Ramón Zalazar Gómez resolvió que la muerte del obispo había sido producto de un accidente de tránsito causado “por una rueda desinflada”. Según se pudo probar en el juicio, el obispo fue arrastrado herido pero aún con vida fuera de la camioneta en que viajaba, y ejecutado a unos metros. Sobrevivió su acompañante, Arturo Pinto, quien fue el principal testigo en la causa, y cuyo homicidio en tentativa se incluyó en los hechos investigados. En julio de 2014, a un mes del 38 aniversario del asesinato, fueron condenados Luciano Benjamín Menéndez y Luis Estrella. Los otros tres acusados en la causa, Albano Harguindeguy, Jorge Rafael Videla y Juan Carlos Romero, fallecieron impunes.

#### Cantos
- Imputados: 1
- Víctimas: 1
- Condenados: 1

Germán Francisco Cantos se encontraba cumpliendo el servicio militar obligatorio en la provincia de Santiago del Estero cuando fue secuestrado en los primeros días de septiembre de 1976, y trasladado al centro clandestino de detención conocido como «Arsenal», que funcionó en la Compañía V del Arsenal Miguel de Azcuénaga de Tucumán. Permanece desaparecido hasta la fecha. El 4 de septiembre de 2014, el TOF de Tucumán condenó a Jorge Alberto D’Amico, jefe inmediato y responsable del conscripto Cantos en el Batallón de Ingenieros de combate 141, donde Cantos cumplía el servicio militar obligatorio, a la pena de prisión perpetua por considerarlo coautor del secuestro y partícipe necesario de los tormentos y el homicidio de la víctima.

#### Girbone - Caso Gaona
- Imputados: 3
- Víctimas: 1
- Condenados: 3

Se trata del juicio por la apropiación de Pablo Gaona Miranda. Los padres de Pablo, Ricardo Gaona Paiva y María Rosa Miranda, fueron secuestrados el 14 de mayo de 1978, tras asistir junto al bebé a una reunión familiar. Poco después, el niño fue entregado a un matrimonio que lo llamó Leandro Daniel Girbone, hasta que el 1 de agosto de 2012 los estudios de ADN demostraron que era hijo de desaparecidos. Héctor Salvador Girbone es el exoficial del Ejército acusado de entregar la criatura a su primo Salvador Norberto Girbone y su esposa Haydeé Alí Ahmed.

#### Causas del Metán
- Imputados: 6
- Víctimas: 12
- Condenados: 6

Se trata de la acumulación de cuatro causas, se llevó a cabo el debate donde se juzgó a dos militares y a cuatro policías por la comisión de graves crímenes contra la humanidad. Se juzgaron homicidios, privaciones ilegales de la libertad, imposición de tormentos y múltiples abusos sexuales, ocurridos entre el mes de enero de 1976 y el mes de febrero de 1978, en la zona sur de la provincia de Salta, y que tuvieron como epicentro el accionar de las fuerzas represivas con asiento en la ciudad de Metán, la que fue intervenida por el gobierno militar. En su mayoría, las víctimas participaban de organizaciones políticas y sociales, principalmente en el Partido Revolucionario de los Trabajadores y en la Juventud Peronista de Metán. El 29 de septiembre de 2014, luego de 20 audiencias y de escuchar a 86 testigos, el Tribunal Oral en lo Criminal Federal de Salta condenó a los responsables a la pena de prisión perpetua.

#### Silvio Caballero
- Imputados: 2
- Víctimas: 2
- Condenados: 2

En este juicio se condenó al subjefe de Destacamento de Inteligencia 122, Jorge Diab, y al comisario de la policía provincial Ricardo Salomón por el secuestro y torturas que sufrieron quienes fueron intendente de la ciudad de Santa Fe y presidente de la Cámara de Diputados de la provincia hasta el golpe de Estado de 1976. En el proceso se investigaron los delitos de privación ilegal de la libertad y tormentos en perjuicio del ex intendente de Santa Fe, Noé Adán Campagnolo y del expresidente de la Cámara de Diputados, Rubén Dunda.

#### Campo de Mayo IX - Juicio de los trabajadores
- Imputados: 9
- Víctimas: 32
- Condenados: 9

Este juicio es conocido como el de “los trabajadores”, porque las víctimas del juicio fueron mayormente trabajadores navales y ceramistas, que actuaban como delegados de base o activistas sindicales. En este juicio los imputados fueron personal militar y de fuerzas de seguridad, pero el tribunal concedió a las querellas y la fiscalía el pedido de que los testimonios que dan cuenta de la represión a trabajadores sean remitidos a instrucción para que se investigue la responsabilidad de empresarios y directivos de los astilleros Astarsa y Mestrina y de los establecimientos ceramistas Lozadur y Cattáneo en delitos de lesa humanidad.

#### Feced II - Díaz Bessone
- Imputados: 10
- Víctimas: 43
- Condenados: 10

Se trata del segundo juicio en que se da cuenta de los hechos ocurridos en el Servicio de Informaciones (SI) de la jefatura de policía de la Unidad Regional 2 de la Policía de Santa Fe. Cuatro expolicías provinciales y un exmilitar fueron condenados.

#### La Cacha
- Imputados: 20
- Víctimas: 147
- Condenados: 20

Se trata del primer juicio en La Plata por los hechos cometidos en un centro clandestino de detención, y el primero en el país en el que el tribunal condena a los imputados por su complicidad en el delito de genocidio, por intervenir en la matanza de un grupo nacional. El centro era conocido como «La Cacha» ya que los represores solían decirle a los detenidos frases como «Estás en La Cacha de Cachavacha, la bruja que desaparece gente», en referencia al personaje del dibujo animado Hijitus de Manuel García Ferré. Funcionó en la localidad de Olmos durante 1977 y 1978, aunque se juzgaron solo los hechos de secuestros de 1977. Fue uno de los centros clandestinos más sofisticados de la dictadura por ser un centro donde actuaban en forma conjunta el Ejército, la Marina y personal penitenciario en forma relativamente independiente.

#### Quejereta – Campana
- Imputados: 3
- Víctimas: 1
- Condenados: 1

Se juzgó a los responsables del secuestro y tormentos de una joven menor de edad, integrante del Partido Revolucionario de los Trabajadores. El tribunal condenó únicamente al exjefe de Prefectura Naval de Campana, absolviendo al oficial y al médico que intervinieron en el hecho.

#### Máspero
- Imputados: 1
- Víctimas: 16
- Condenados: 1

En otra de las llamadas causas “residuales”, se logró juzgar a Aldo Máspero, exjefe de la Subzona 15, quien había sido apartado por motivos de salud de los juicios de La Cueva y Base Naval II.

#### Carril
- Imputados: 1
- Víctimas: 3
- Condenados: 0

En este juicio se juzgó y resultó absuelto Fernando Carril, jefe de Inteligencia del Destacamento 123, por los delitos cometidos en perjuicio de las víctimas Carlos Lossada, Lilian Lossada y Rosa Noemí Coto. Su responsabilidad fue juzgada de manera residual, porque se encontraba prófugo cuando estos casos llegaron a juicio en 2013, ocasión en la que se condenó a Filippo, Faraldo y Ledesma.

#### Vesubio II
- Imputados: 4
- Víctimas: 204
- Condenados: 4

El segundo juicio por los delitos cometidos en el centro clandestino «El Vesubio», fueron juzgados cuatro imputados, entre ellos quien actuó como jefe durante el año 1978, Gustavo Cacivio, alias “El francés”. Cacivio se ocultó durante muchos años y pudo ser identificado recién en 2010. Este juicio constituye el primero en la Capital Federal en el que condenó a los imputados delitos sexuales. Durante el debate, las partes acusadoras pidieron ampliar la acusación por estos delitos, entendiendo que son autónomos de las torturas. También solicitaron la ampliación de la acusación por el delito de homicidio en los casos de víctimas desaparecidas cuyos restos fueron encontrados. Ambas cuestiones fueron admitidas por el tribunal y aplicadas en la sentencia.

#### Plan Sistemático de apropiación de menores II - Hospital Militar de Campo de Mayo
- Imputados: 5
- Víctimas: 9
- Condenados: 5

Se trata del juicio por el robo de bebés nacidos en la maternidad clandestina de Campo de Mayo. Esta maternidad funcionó entre 1976 y 1978 en las dependencias del Hospital Militar del predio, en el área de Epidemiología. Allí sufrieron partos clandestinos al menos 17 mujeres víctimas del terrorismo de Estado, 9 de ellas integran el juicio. En esta causa, además de los altos mandos militares, fueron juzgados los médicos Norberto Atilio Bianco, Rául Eugenio Martín y Luisa Yolanda Arroche.

#### Villa Urquiza
- Imputados: 10
- Víctimas: 42
- Condenados: 10

Entre los años 1975 y 1983, en el penal de Villa Urquiza, funcionó un lugar de detención destinado a recluir a los disidentes políticos, muchos de los cuales eran secuestrados “blanqueados” luego de pasar por distintos centros clandestino de detención de la provincia. En este juicio se dio cuenta de los crímenes cometidos en el llamado “pabellón de la muerte” del penal. Los presos y presas políticos de este pabellón estaban sujetos a un régimen de extrema severidad, sin poder ejercer derechos y garantías, vivían en condiciones inhumanas de detención, con escasa alimentación, sin permisos de visitas de familiares, en situación de encierro y oscuridad y con requisas permanentes. Las mujeres además padecieron en algunos casos el cautiverio junto a sus hijos menores de edad, registrándose incluso nacimientos dentro del penal y/o fueron sometidas a la violencia sexual por parte de los captores. Muchos de los alojados en Villa Urquiza permanecieron en esta situación hasta los años 80. El 23 de diciembre de 2014 el Tribunal condenó a diez imputados, a penas que van desde los 8 años de prisión hasta prisión perpetua, por los crímenes perpetrados en perjuicio de 42 víctimas.

#### Monte Peloni I
- Imputados: 4
- Víctimas: 21
- Condenados: 4

Se juzgaron los hechos de víctimas del centro clandestino de detención «Monte Peloni» que funcionó en la localidad de Olavarría, provincia de Buenos Aires. Todos los imputados integraban el Regimiento de Caballería Tanques 2 “Lanceros General Paz”, que es donde funcionaba la jefatura del área 124.

### 2015

#### Junín
- Imputados: 7
- Víctimas: 24
- Condenados: 7

Los hechos que llegaron a juicio son parte de un circuito de represivo ilegal que funcionó en la localidad de Junín en la provincia de Buenos Aires. Éste estaba compuesto por la Comisaría 1.ª de Junín, la Unidad N.º 13 del Servicio Penitenciario Provincial (que en aquella época estaba en construcción), el Destacamento o Puesto de Vigilancia de la localidad de Morse y la Unidad Regional VIII de la policía bonaerense, que fue sede de la delegación regional de la DIPBA.

#### Ángel Ricardo Pezzetta
- Imputados: 1
- Víctimas: 2
- Condenados: 1

Esta causa se trata de la privación ilegal de la libertad y tortura cometidos en perjuicio de los sacerdotes Carlos de Dios Murias y Gabriel Longueville, conocidos como los «Mártires de Chamical». Durante la noche del 18 de julio de 1976, los curas fueron detenidos en casa de las Hermanas San José.
Este juicio fue una causa residual de por la que se condenó en 2013 a los represores Luis Fernando Estrella, Luciano Benjamín Menéndez y Domingo Benito Vera a prisión perpetua por eso mismos asesinatos. El único imputado en esta causa fue Ángel Ricardo Pezzetta, que en 1976 era uno de los jefes de la Base Aérea de Chamical, acusado de «privación ilegítima de la libertad calificada por simulación de autoridad pública, dos hechos en concurso real, homicidio doblemente calificado por alevosía y por el concurso premeditado de dos o más personas».
El 21 de abril de 2015 el Tribunal Oral en lo Criminal Federal de La Rioja encontraron a Ángel Ricardo Pezzetta culpable de los hechos juzgados y lo condenaron a la pena de prisión perpetua.

#### Echeverría
- Imputados: 1
- Víctimas: 3
- Condenados: 1

El policía de la provincia de Formosa Agustín Echeverría fue juzgado por algunos de los casos de víctimas que integraron el juicio en la causa «Camichal». El tribunal lo condenó por los tormentos de los que fue víctima Elsa Chagra, pero lo absolvió de las restantes imputaciones —asociación ilícita, privaciones ilegítimas de la libertad y tormentos en perjuicio de otras dos víctimas—. La fiscalía recurrió el fallo y se está a la espera de revisión.

#### Megacausa San Luis - Fiochetti II
- Imputados: 29
- Víctimas: 36
- Condenados: 28

En el debate se trataron hechos investigados en distintas causas, ocurridos en la Ciudad de San Luis, Villa Mercedes, Luján y La Toma. El 10 de abril de 2015, el Tribunal Oral en lo Criminal Federal de San Luis condenó a 28 de los 29 acusados, imponiendo prisión perpetua a nueve de ellos y penas de entre tres y veinte años de cárcel a otros diecinueve, y consideró acreditados los sucesos que damnificaron a treinta y seis de las treinta y nueve víctimas cuyos casos fueron sometidos a debate, quienes sufrieron secuestros, tormentos, violaciones, homicidio, encubrimiento y asociación ilícita.

#### Vildoza - Caso Penino Viñas
- Imputados: 1
- Víctimas: 1
- Condenados: 1

En este juicio se juzgó la apropiación de Javier Gonzalo Penino Viñas. La única imputada fue Ana María Grimaldos, quien estuvo prófuga durante 24 años. No llegó a juicio su marido, el marino de la ESMA Jorge Vildoza, pues habría fallecido en 1986 luego de fugarse del país. Javier es hijo de Cecilia Viñas y Hugo Penino, ambos secuestrados 13 de julio de 1977 en la ciudad de Buenos Aires, cuando la joven estaba embarazada de 7 meses. Por testimonios de sobrevivientes se supo que Cecilia permaneció detenida en el centro clandestino de detención «El Vesubio», luego fue llevada a la Base Naval de Buzos Tácticos de Mar del Plata y, finalmente, a la ESMA donde a mediados de septiembre de 1977 dio a luz a su hijo, al que llamó Hugo Carlos, en un parto asistido por el médico represor Jorge Magnacco. Hugo Penino posiblemente haya estado también detenido en el «El Vesubio, fue además visto por sobrevivientes de la Escuela Superior de Infantería de Marina (ESIM) de Mar del Plata. En diciembre de 1983, Cecilia logró comunicarse telefónicamente con sus familiares insinuando que se encontraba bajo custodia militar y que esperaba ser liberada. En marzo de 1984, en democracia, estableció el último contacto y luego no se supo más de ella.

#### Sánchez Reisse
- Imputados: 3
- Víctimas: 3
- Condenados: 0

En este juicio se investigó a los integrantes del Batallón 601 Leandro Ángel Sánchez Reisse, Rubén Osvaldo Bufano y Arturo Ricardo Silzle, acusados de haber integrado una asociación ilícita para realizar secuestros extorsivos para financiar el aparato represivo de la dictadura militar. El juicio concretamente se enfocó en tres secuestros. Dos de ellos son el de Alberto Martínez Blanco y el de su cuñado Alberto Tomasevich, dueños del Grupo Puente Hermanos, ocurrido en septiembre de 1980. Martínez Blanco fue liberado con el encargo de buscar el dinero del rescate, mientras que Tomasevich permaneció secuestrado varias horas, sometido a golpes y descargas eléctricas con los ojos vendados. Lo liberaron tras cobrar 680 mil dólares. También fue incluido en el juicio el secuestro extorsivo del financista David Koldobsky, dueño de Cambio América SA, de principios de 1981. Los
tres imputados resultaron absueltos.

#### Roselli residual
- Imputados: 1
- Víctimas: 3
- Condenados: 1

Se trata del residual de la causa Roselli, en la que Luciano Benjamín Menéndez se encontraba imputado, pero debido a su estado de salud había sido apartado. Ante un nuevo estudio médico, se determinó que podía afrontar el juicio oral y fue condenado.

#### Lavia - Caso Reinhold Siver
- Imputados: 3
- Víctimas: 1
- Condenados: 3

En este juicio se investigó la apropiación de Florencia Laura Reinhold Siver, hija de Susana Siver y Marcelo Reinhold, quienes continúan desaparecidos. Susana había dado a luz una niña, a quien llamó Laura, en enero de 1978. Había estado secuestrada en la ESMA desde agosto de 1977. Fueron
condenados el matrimonio apropiador y el médico que celebró el parto clandestino.

#### Manlio Torcuato Martínez
- Imputados: 1
- Víctimas: 6
- Condenados: 1

En esta causa de la justicia de Tucumán, Manlio Torcuato Martínez fue el primer funcionario judicial condenado por su actuación como juez durante la última dictadura. Recibió la pena de 16 años de prisión por haber omitido, en su función de juez a cargo del Juzgado Federal de Tucumán, investigar la muerte de cinco personas en manos de fuerzas militares y policiales, hecho que fue objeto de juicio «Romero Niklison». El Tribunal entendió que este accionar configuraba los delitos de abuso de autoridad, incumplimiento de la obligación de promover la persecución y represión penal y encubrimiento. También fue considerado responsable de la privación ilegal de la libertad agravada, abuso de autoridad y prevaricato y por la comisión del delito de asociación ilícita. Manlio Torcuato Martínez fue designado a la cabeza del Juzgado Federal de Tucumán en el año 1975, por orden del comandante Acdel Edgardo Vilas, quien tuvo a su cargo el «Operativo Independencia». Desde ese momento, y hasta el año 1983, el condenado cumplió el rol que el aparato represivo esperaba del Poder Judicial: legalizar la detención de personas que previamente habían pasado por centros clandestinos de detención y tortura, y no investigar la actuación de las fuerzas armadas y de seguridad en las denuncias y hechos que llegaban a su conocimiento. El TOF dispuso remitir copia de la sentencia a la Administración Nacional de la Seguridad Social en virtud de que durante su alegato la fiscalía señaló que la jubilación especial percibida por el exmagistrado es irregular.

#### Saint Amant II
- Imputados: 13
- Víctimas: 70
- Condenados: 13

En este juicio fueron acumuladas 15 causas provenientes del Juzgado Federal de San Nicolás. Se condenó a doce exmiembros del Ejército y de la policía de la provincia de Buenos Aires por los delitos de homicidio, privación ilegítima de libertad, torturas, allanamiento ilegal de domicilio. Este juicio tiene la particularidad que las audiencias de debate se llevan a cabo en las distintas ciudades de la provincia de Buenos Aires donde se perpetraron crímenes: Pergamino, Baradero, San Pedro y San Nicolás.

#### Martínez y acumuladas
- Imputados: 6
- Víctimas: 18
- Condenados: 6

El Tribunal Oral en lo Criminal de provincia de Salta acumuló 10 expedientes en los que se investigaban crímenes cometidos durante la última dictadura militar, en el período comprendido entre el mes de abril de 1975 y el mes de septiembre de 1976, en la capital de la provincia de Salta y sus alrededores,
por entender que la agrupación era necesaria a fin de contextualizar adecuadamente los hechos investigados. De las 18 víctimas cuyos casos fueron objeto de este debate, 15 participaban de organizaciones políticas, gremiales o sociales. El resultado fue la condena, el 29 de junio de 2015, de dos exmilitares y cuatro expolicías por la comisión de graves crímenes contra la humanidad. Los casos comprendieron 8 hechos de homicidio, en cuatro de los cuales los restos de las víctimas no han sido hallados, y también se juzgaron privaciones ilegales de la libertad e imposición de tormentos.

#### Marengo
- Imputados: 13
- Víctimas: 88
- Condenados: 11

En este caso se juzgaron los hechos ocurridos en ocasión de realizarse el traslado masivo de detenidos desaparecidos que se encontraban privados ilegítimamente de su libertad en el centro clandestino de detención que funcionó en la Unidad Penal 1 del barrio Gorriti, en la provincia de Jujuy. El 7 de octubre de 1976, entre las 8 y 9 de la mañana, fueron sacadas de allí en forma violenta, en el marco de un operativo conjunto en el que participaron distintas fuerzas represivas, y llevadas al entonces aeropuerto “El Cadillal”. Luego, en un avión Hércules las víctimas fueron engrilladas, vendadas, humilladas, sometidas a diversos tormentos por el personal que custodiaba el traslado. Fueron llevados a la Unidad 9 de La Plata y al penal de Villa Devoto. Dos de los 13 imputados fueron absueltos.

#### Mansión Seré II
- Imputados: 8
- Víctimas: 95
- Condenados: 8

Se juzgaron los delitos de privación ilegal de la libertad agravada, violación, abuso deshonesto, tormentos y homicidios, cometidos en el ámbito de la Subzona 16 del Primer Cuerpo de Ejército, en particular los que tuvieron lugar en el centro clandestino conocido como «Mansión Seré», que funcionó entre diciembre de 1976 y fines de marzo de 1978. La investigación alcanzó otros centros de detención en la Subzona 16, que abarcó a los partidos bonaerenses de Morón (en su anterior conformación), Merlo y Moreno. Entre ellos se encontraban la I Brigada Aérea de El Palomar, la VII Brigada Aérea de Morón y las Comisarías 1.ª (seccional Morón), 2.ª (seccional Haedo) y 3.ª de Morón (seccional Castelar).

#### Ponce Borda II
- Imputados: 5
- Víctimas: 4
- Condenados: 5

En este segundo tramo de la causa fueron juzgados Carlos Enrique Henzi Basso, exmayor del Ejército, Rodolfo Sergio Mujica, exjefe de la Sección Tiradores del Regimiento 17, Darío Otero Aran, Jorge Isaac Ripoll, ambos ex oficiales de Inteligencia en el Regimiento 17 Aerotransportado de Catamarca, y Carlos Ricardo Ruiz, jefe de la Policía de Catamarca en los primeros cincuenta días después del golpe, por los hechos que damnificaron a las mismas cuatro víctimas del primer juicio: Francisco y Griselda Ponce, Bruno Genaro Burgos y Nelly Yolanda Borda.

#### Escuela Naval
- Imputados: 8
- Víctimas: 39
- Condenados: 8

Se condenó a integrantes de la Armada y de la Prefectura Naval como coautores del crimen de genocidio, por los delitos que en su mayoría fueron perpetrados contra trabajadores del Polo Industrial de Berisso y Ensenada. Los jueces también hicieron lugar a la petición de los fiscales y ordenó a Astilleros Río Santiago que mantenga la dispensa que cobran los trabajadores víctimas hasta tanto los estados nacional y provincial dicten las normas correspondientes para jubilarlos en las categorías que les hubieran correspondido de haber podido desempeñar normalmente su vida laboral.

#### Armada
- Imputados: 22
- Víctimas: 66
- Condenados: 22

Se trata del primer juicio que involucra miembros de la Armada en Bahía Blanca, y la primera vez en el país que miembros de esta fuerza son además condenados por delitos contra la integridad sexual. La sentencia también abordó aspectos reparatorios novedosos. En primer lugar, se hizo lugar al pedido de los fiscales de que el veredicto sea publicado en el diario La Nueva Provincia, conocido por sus publicaciones pro dictadura y pro impunidad, y por sus campañas de encubrimiento de los hechos represivos como meros enfrentamientos. Los jueces sostuvieron que en un lapso de diez días luego de que la sentencia quede firme, el diario La Nueva (ex La Nueva Provincia): “publique la rectificación como acto moralmente reparatorio y de reconstrucción de la Memoria de la información oportunamente vertida en ese periódico donde se comunicaba a la ciudadanía, a fin de aclarar que las desapariciones fueron producto de ejecución o fusilamiento y NO de enfrentamientos con las fuerzas
militares que actuaron en esa oportunidad”. En segundo lugar, se estableció que en el lugar donde funcionó el centro clandestino de la 7.ª Batería de la Base de Infantería de Marina se establezca un sitio de memoria.

#### Campo de Mayo X - Comisaría de Villa Ballester
- Imputados: 3
- Víctimas: 14
- Condenados: 3

El juicio investigó los casos de 14 víctimas que estuvieron secuestradas en la Comisaría de Villa Ballester, dependencia policial del partido de San Martín. Entre las víctimas, tres de las cuales permanecen desaparecidas, se encontraban delegados gremiales, cuatro de la metalúrgica Bovapi, una de las plantas fabriles de una zona con comisiones internas combativas. La fiscalía amplió la imputación por tres víctimas de delitos sexuales, a lo que el TOF hizo lugar y condenó a dos de los tres imputados por esos delitos.

#### López – Caso Athanasiu Laschan
- Imputados: 3
- Víctimas: 1
- Condenados: 3

El 7 de agosto de 2013, Pablo Athanasiu Laschan recuperó su identidad luego de 37 años de búsqueda. Tenía cinco meses de edad cuando fue secuestrado en Argentina junto a sus padres Frida Elena Laschan y Ángel Athanasiu, ambos de origen chileno. En diciembre de 2015 el Tribunal Oral Federal N.º5 condenó a sus apropiadores. El expolicía federal Enrique López, recibió una pena de ocho años y medio de prisión y su esposa, Carmen Saunier, de cinco años. El exjefe de López en la Delegación Rosario de la Policía Federal, Juan Dib fue condenado a siete años y medio. Pablo fue el nieto recuperado número 109.

#### Azic - Caso Ruiz Dameri
- Imputados: 4
- Víctimas: 1
- Condenados: 4

Se trata de una causa donde se investigó la apropiación de Laura Ruiz Dameri, la tercera hija del matrimonio de Orlando Ruiz y Silvia Dameri, nacida a mediados de 1980 durante el cautiverio de sus padres y sus dos hermanos en la ESMA. Es uno de los expedientes que tramitó por el Viejo Código procesal penal. Se condenó al apropiador de Laura, el ex prefecto Juan Azic, a quien asistió el parto, el médico de la Armada Carlos Capdevila, al ex prefecto Jorge Díaz Smith, quien integraba el Grupo de Tareas 3.3.2 y presenció el parto, y el entonces contralmirante de la Armada y director de la ESMA, Edgardo Aroldo Otero.

#### Área Paraná
- Imputados: 21
- Víctimas: 52
- Condenados: 7

Esta causa, que tramitó por el Viejo Código procesal penal, es la más representativa respecto del fenómeno represivo en la provincia de Entre Ríos, debido a la cantidad de víctimas e imputados que involucra. En este juicio se trató de adaptar los condicionamientos impuestos por el trámite escrito de la causa con la necesidad de visibilizar el fenómeno del terrorismo de Estado en la provincia y la debida reparación a las víctimas. Para ello, se celebraron audiencias testimoniales y alegatos en forma oral y pública. Hubo 21 imputados pero la mayoría murió o fue aparta por demencia senil y otras enfermedades. Finalmente, luego de los cuatro años que duró el plenario, se dictó sentencia. Demonte fue condenado a prisión perpetua; Jorge Appiani a 18 años de prisión; José Appelhans, a 14, Hugo Moyano, a 8, Rosa Bidinost, a 6 años, Alberto Rivas, a 6 años y Oscar Obaid, a 3 años, por lo que los tres últimos recuperaron la libertad debido a que, por tiempo que llevan presos, las condenas ya se cumplieron. Familiares de las víctimas y organizaciones de derechos humanos manifestaron su repudio a las penas y el militante de HIJOS y exsecretario de Derechos Humanos de Entre Ríos, Julián Froidevau anunció que las apelarían. 39 En la bajada de una nota sin firma del sitio web Diarioregistrado se opinó que "el cambio de signo ideológico del gobierno comienza a notarse en lo que hace a políticas de derechos humanos: algunos juzgados comenzaron a liberar a genocidas condenados".

### 2016

#### Base Naval III y IV
- Imputados: 15
- Víctimas: 123
- Condenados: 12

En este juicio se juzgó a 15 imputados (aunque solo 12 llegaron al veredicto) por los delitos cometidos en el marco del circuito de centros clandestinos de detención que funcionaron en la Base Naval, en la Escuela de Suboficiales de Infantería de Marina y en la Prefectura Naval Argentina de Mar del Plata. Nueve de los imputados ya habían sido condenados en juicios anteriores. Por primera vez llegaron ser juzgados quien fuera jefe de Comunicaciones de la Base Naval y jefe del Departamento Operaciones, Daniel Eduardo Robelo; el exjefe de la sección Inteligencia de la Base Naval durante 1978 y 1979, Francisco Lucio Rioja; y el suboficial de Infantería de Marina, José Francisco Bujedo.

#### Triple A
- Imputados: 5
- Víctimas: --
- Condenados: 5

En esta causa no se trataron los casos de víctimas individualizadas. Tuvo su origen en la denuncia formulada el 11 de julio de 1975 por el juez Miguel Radrizzani Goñi contra el entonces Ministro de Bienestar Social, José López Rega, y los comisarios Juan Ramón Morales y Rodolfo Eduardo Almirón por la creación de la llamada Alianza Anticomunista Argentina o Triple A. Esta organización paraestatal fue responsable de miles de crímenes cometidos desde noviembre de 1973 hasta julio de 1975. Cuarenta años después, parte de la investigación concluyó con la condena a cuatro años de prisión por asociación ilícita de Jorge Héctor Conti y Carlos Alejandro Villone, acusados de ser el enlace entre López Rega y los integrantes de la Triple A. También fueron condenados Norberto Cozzani, Rubén Arturo Pascuzzi, y Julio José Yessi. López Rega, Morales y Almirón murieron impunes.

#### Etchecolatz – Caso Favero
- Imputados: 4
- Víctimas: 2
- Condenados: 4

El Tribunal Oral Federal N.º 1 de La Plata condenó a 25 años de prisión a los expolicías bonaerenses Julio César Argüello, Raúl Orlando Machuca y Fernando Svedas, por el secuestro del poeta Daniel Omar Favero, de 19 años, y de la estudiante de Bellas Artes, María Paula Álvarez, de 22 años. Ambos miltiaban en la Juventud Universitaria Peronista. El ex director general de Investigaciones, Miguel Etchecolatz, también fue condenado como autor mediato de esos hechos y su pena a prisión perpetua fue unificada a una impuesta por el mismo tribunal en 2008.

#### La Veloz del Norte
- Imputados: 4
- Víctimas: 1
- Condenados: 4

Marco Antonio Levín, dueño de La Veloz del Norte, fue condenado a 12 años de prisión por el la privación ilegítima de la libertad y torturas padecidas por Víctor Manuel Cobos. La víctima trabajaba y era delegado gremial de la empresa de transporte cuando fue secuestrado por la policía junto con 20 trabajadores más. Todos fueron llevados a la comisaría de la seccional 4.º de Salta, en donde fueron sometidos a interrogatorios y tormentos. También fueron condenados a la misma pena el ex comisario Víctor Hugo Almirón y el ex subcomisario Víctor Hugo Bocos, quien también trabajaba para Levín en tareas de seguridad, mientras que el expolicía Enrique Víctor Cardozo fue condenado a ocho años de prisión. Fue la primera vez que se declara responsable a un empresario por los delitos cometidos en contra de un trabajador de su dependencia. Durante su alegato, la Fiscalía dio por probado que Levín reclamó la intervención de militares y policías en un conflicto gremial y que aportó información de inteligencia de los empleados para facilitar su secuestro. La causa por las 20 víctimas restantes se encuentra en curso.

#### Fiochetti II – Residual
- Imputados: 1
- Víctimas: 28
- Condenados: 1

Luciano Benjamín Menéndez fue nuevamente condenado a prisión perpetua por los delitos cometidos en perjuicio de 28 víctimas en la provincia de San Luis. El excomandante del Cuerpo III fue hallado responsable de las acciones criminales perpetradas por integrantes de la Fuerza Aérea, confirmando así que el Ejército era quien coordinaba la ejecución del plan represivo. También fue declarado culpable como autor mediato de delitos de violencia sexual. En esta causa se investigaron los hechos sucedidos en varios lugares de detención clandestina dependientes de distintas fuerzas: la Granja La Amalia y Rodeo del Alto a cargo del Ejército, la Base de la V Brigada Aérea a cargo de la Fuerza Aérea, y el Departamento de Informaciones (D-2), la División de Investigaciones, la Comisaría 4.ª, «La escuelita» (Ex Comisaría 2.ª) y la División Investigaciones de la Jefatura de la Unidad Regional II a cargo de la policía provincial.

#### Megacausa Santa Fe
- Imputados: 4
- Víctimas: 55
- Condenados: 4

El exjuez de menores de Santa Fe, Luis María Vera Candioti, fue condenado a 15 años de prisión por haber participado en la retención y ocultamiento de Paula Cortassa, hija de Blanca Zapata y Enrique Cortassa. También fue condenado a prisión perpetua el ex comisario de la policía provincial Juan Calixto Perizzotti, por el homicidio de 15 víctimas, entre otros delitos; y los exmilitares Domingo Morales y Carlos Enrique Pavón, quienes recibieron una pena de 22 y 13 años, respectivamente. El 11 de febrero de 1977, Blanca y Enrique fueron secuestrados junto con su hija Paula, quien para entonces tenía un año de edad. Blanca estaba embarazada y fue asesinada. Su cuerpo fue
identificado en 1998, año en el que también fue restituida la identidad de Paula. Enrique permanece desaparecido. En el juicio también se investigaron varios operativos que marcaron profundamente a la sociedad santafesina por su crueldad y violencia.

#### Megacausa Menéndez La Rioja
- Imputados: 13
- Víctimas: 50
- Condenados: 13

El Tribunal Oral Federal de La Rioja condenó al exjuez federal Roberto Catalán a 12 años de prisión por ser encubridor del homicidio de una víctima y del secuestro y tormentos de diez más. También fue declarado responsable del delito de asociación ilícita. En esta misma causa Luciano Benjamín Menéndez recibió otra condena a prisión perpetua, y otros 11 imputados recibieron penas de entre 6 y 16 años de prisión. Dos imputados fueron absueltos. En el debate se juzgaron los hechos ocurridos en el circuito represivo que integraban el Batallón 141 de Ingenieros, la Base Aérea de Chamical, el Escuadrón 24 de Chilecito, la Delegación de la Policía Federal, el Instituto de Rehabilitación Social
y el juzgado federal. El tribunal dispuso comunicar la sentencia a la Comisión Nacional Coordinadora de Acciones para la Elaboración de Sanciones de Violencia de Género (CONSAVIG), a raíz de los delitos sexuales que fueron denunciados por varias víctimas durante el juicio y por los que fueron condenados varios de los imputados.

#### Patti – Cambiaso y Pereyra Rossi
- Imputados: 10
- Víctimas: 2
- Condenados: 4

El 14 de mayo de 1983 una patota conformada por personal civil de inteligencia del Destacamento 121 ingresó al Bar Magnun, en Rosario, y secuestró a los militantes peronistas Eduardo Pereyra Rossi y Osvaldo Cambiasso. Ambas víctimas fueron llevadas a un galpón industrial donde fueron torturadas. Ese mismo día fueron entregados a una patrulla del Comando Radioeléctrico de Tigre integrada por Luis Abelardo Patti, Juan Amadeo Spataro y otro suboficial más de apellido Dieguez, ya fallecido, quienes los asesinaron simulando un falso enfrentamiento. Los cuerpos aparecieron en un camino de tierra de la localidad bonaerense de Lima. Por estos hechos fueron condenados a prisión perpetua los expolicías Patti, Spataro, y los exmilitares Pascual Óscar Guerrieri y Luis Américo Muñoz. Otros seis imputados fueron absueltos.

#### Plan Cóndor y Automotores Orletti II
- Imputados: 27
- Víctimas: 174
- Condenados: 15

La causa por el Plan Cóndor que tramitaba desde 1999 llegó a su fin luego de que el Tribunal Oral en lo Criminal Federal N.º 1 de Capital Federal dictara sentencia, el 27 de mayo de 2016. Los jueces dieron por acreditada la asociación ilícita establecida entre las dictaduras de Argentina, Brasil, Paraguay, Uruguay, Chile y Bolivia. La alianza criminal puso en marcha el intercambio de inteligencia y la persecución, secuestro, repatriación forzada, tortura y desaparición de disidentes políticos.
El veredicto determinó la condena a penas de entre 8 y 25 años de prisión para 15 imputados por los delitos cometidos contra 174 víctimas de distintas nacionalidades. El excomandante Reynaldo Bignone y el exmilitar uruguayo Manuel Cordero Piacentini recibieron las penas más altas. Así como el exagente civil de inteligencia Miguel Ángel Furci, quien llegó a juicio en el marco de la causa Automotores Orletti.
El debate oral comenzó en 2013 con un total de 27 imputados. Cuatro fueron apartados por razones de salud y seis fallecieron durante el juicio.

#### Issler – Ligas
- Imputados: 7
- Víctimas: 12
- Condenados: 3

En julio de 2016, el Tribunal Oral en lo Criminal Federal de Corrientes dictó sentencia sobre las «ligas agrarias», crímenes cometidos contra 12 víctimas, siete de ellas pertenecientes al movimiento campesino, por entonces de gran influencia en la zona tabacalera y algodonera, que fue duramente perseguido en diferentes localidades de la provincia. El Tribunal condenó a 15 años al exjefe de la Agrupación “Mesopotamia Sur” de Gendarmería Nacional de Curuzú Cuatiá, Domingo José Issler; a 3 años a Juan Carlos Medrano Caro; y a 2 años y 6 meses a Julio Miguel Plazaola. Asimismo, absolvió a Ángel Ricardo López Ferro, Guillermo Ramón Añaños, Alfredo Manuel Arrillaga y Julio Santiago Canteros resultaron absueltos.

#### Megacausa La Perla
- Imputados: 43
- Víctimas: 711
- Condenados: 38

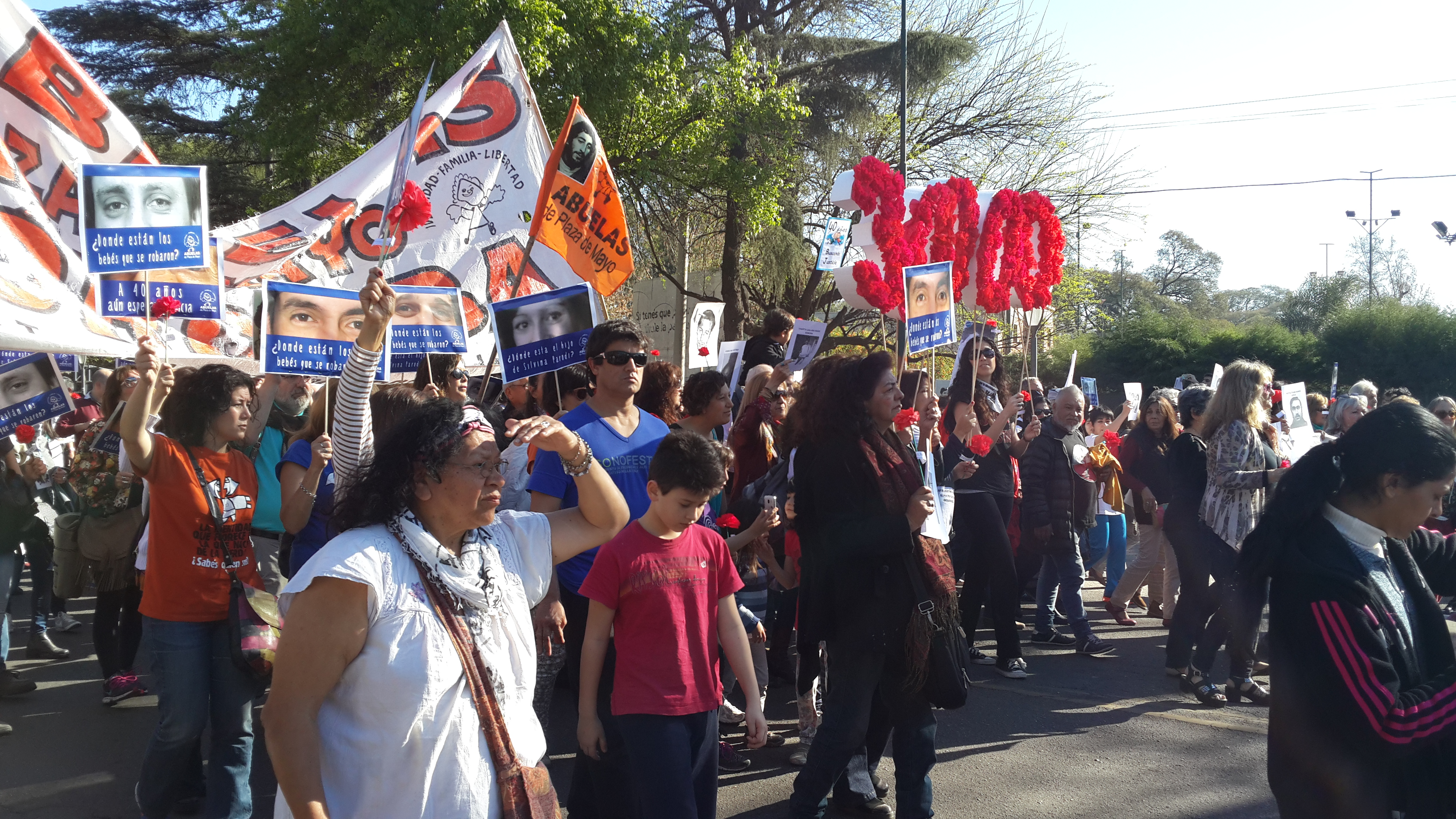
El 25 de agosto de 2016 las organizaciones de Derechos Humanos se movilizan para escuchar la sentencia en la Megacausa La Perla, en la ciudad de Córdoba.

El 25 de agosto de 2016 concluyó el juicio por los crímenes cometidos en los centro clandestino de detención «La Perla – Campo La Ribera», en Córdoba. Luego de tres años y nueve meses de debate oral se dictaron 28 condenas a prisión perpetua y 10 condenas a penas de entre dos años y medio y 21 años de prisión. También hubo cinco absoluciones. Los hechos que se investigaron incluyen delitos cometidos antes del golpe de 1976, entre los que además se encuentran casos de violencia sexual perpetrados por un grupo de policías contra las personas secuestradas en el centro clandestino que funcionó en el D2.

#### RIBA – Graffigna
- Imputados: 3
- Víctimas: 2
- Condenados: 3

El Tribunal Oral en lo Criminal Federal N.º 5 de San Martín dictó una condena de 25 años de prisión para Omar Graffigna y Luis Tomás Trillo, y de 12 años para Francisco Gómez por los delitos ocurridos en la Regional de Inteligencia de Buenos Aires. Los condenados fueron hallados culpables de la privación ilegítima de la libertad, tortura y desaparición de Patricia Roisinblit y José Manuel Pérez Rojo.
Es la primera condena que recibe el exjefe de la Fuerza Aérea y miembro de la segunda Junta Militar de la dictadura, Omar Graffigna, luego de su absolución en el Juicio a las Juntas. También es la segunda condena que recibe Francisco Gómez, agente de inteligencia de la Fuerza Aérea, quien fue hallado penalmente responsable de la apropiación de Guillermo Rodolfo Fernando Pérez Roisinblit, nieto de la vicepresidenta de Abuelas de Plaza de Mayo, Rosa Tarlovsky de Roisinblit.

#### Cittadini
- Imputados: 2
- Víctimas: 1
- Condenados: 2

El 17 de agosto de 1976, Ricardo Alberto Cittadini, un estudiante de 21 años de Ciencias Económicas de La Plata y militante de la Juventud Peronista, fue detenido en Plaza Constitución por patrulleros de la comisaría 28.ª de Capital Federal por «averiguación de antecedentes», lo que llevó a su desaparición. En agosto de 2016, Miguel Alcides Viollaz y Nicomedes Mercado fueron declarados coautores penalmente responsables del delito de privación ilegítima de la libertad, y condenados a cinco años de prisión.
Es la primera vez que se investiga a una comisaría de la Policía Federal como centro clandestino de detención.

#### Góndora
- Imputados: 2
- Víctimas: 1
- Condenados: 2

El Tribunal Oral en lo Criminal Federal de Santa Fe condenó a Cecilia Góngora a ocho años de prisión por la apropiación de José Luis Maulin Pratto. Además, Elsa Gladis Nasatsky, la médica obstetra que elaboró la certificación falsa del parto, fue condenada a seis años de prisión.
El menor apropiado, José Luis, había nacido el 26 de marzo de 1977 y fue apropiado por Luis Ángel Segretín y Cecilia Góngora, quien era hija de un agente civil de la Fuerza Aérea. El padre de José Luis, Rubén Maulín, había sido secuestrado y se encontraba detenido en el penal de Coronda. Su compañera, Luisa Pratto, quien tenía cuatro meses de embarazo, permaneció secuestrada en su casa junto con su hermana. En 2009 José Luis pudo establecer quiénes eran sus padres. Su identidad fue restituida en 2016.

#### La Escuelita IV
- Imputados: 19
- Víctimas: 28
- Condenados: 15

Nueve exmilitares, cuatro expolicías provinciales y dos expolicías federales fueron condenados por los crímenes cometidos en el circuito represivo que funcionó en el Alto Valle de Neuquén y Río Negro. Cuatro imputados fueron absueltos. La pena más alta se impuso a Óscar Lorenzo Reinhold, exjefe de inteligencia de la Brigada de la Infantería de Montaña VI, quien fue condenado a prisión perpetua por el homicidio de las víctimas desaparecidas. El resto de los condenados recibieron penas de entre tres y diez años de prisión.

### 2017

#### ESMA III
- Acusados: 54 (eran inicialmente 63 pero el juicio duró cinco años y varios fallecieron en su transcurso).
- Víctimas: 789
- Testigos: 830

La causa ESMA (N.º 14.217/03) es una de las llamadas “megacausas” por la cantidad de víctimas e imputados que contienen las investigaciones. Dada la gran magnitud del expediente, el juez federal de primera instancia Sergio Torres ha dispuesto que la investigación avance en forma fragmentada, según diferentes criterios, dividiendo la causa en partes que involucran a diferentes imputados y corresponden a diferentes víctimas y hechos.
El 28 de noviembre de 2012 el Tribunal Oral y Federal N.º 5 comenzó el tercer juicio por delitos de lesa humanidad cometidos en la ESMA. En este caso se investigaron los casos de 789 víctimas. El juicio empezó con 68 acusados, pero durante su transcurso se redujo la cantidad de imputados por fallecimiento o asuntos de salud. A la sentencia llegaron 54 acusados. Desde que se reabrieron las investigaciones judiciales en 2001 fueron elevados a juicio casos de los años 1976, 1977 y 1978. Por primera vez, llegaron a juicio los pilotos de los “vuelos de la muerte”.
En febrero de 2016 comenzaron los alegatos de las querellas.

#### Plan Cóndor
Se investiga el llamado Plan Cóndor (Causa N.º 13.445/99), conocido como la coordinación represiva de las fuerzas armadas de Argentina, Brasil, Bolivia, Chile, Paraguay, Perú y Uruguay. La causa fue elevada a juicio en septiembre de 2007, a la espera que el Tribunal Oral Federal n.º 1 de la Capital Federal disponga la fecha de inicio del debate, donde deberían de haber sido juzgados 18 ex altos mandos militares: Jorge Rafael Videla, Cristino Nicolaides, Luciano Benjamín Menéndez, Albano Harguindeguy, Antonio Domingo Bussi, Santiago Omar Riveros, Jorge Olivera Rovere, Bernardo José Menéndez, Hugo Pascarelli, Eugenio Guañabens Perelló, Ernesto Alais, Antonio Vañek, Carlos Landoni, Juan Pablo Saa, Ramón Genaro Díaz Bessone, Carlos Tragant, Eduardo De Lío y Carlos Caggiano Tedesco.
La causa está conformada por tres expedientes, identificados como N.º 1504 ("Videla, Jorge Rafael y otros sin privación ilegal de la libertad personal y otros"), 1951 ("Lobaiza, Humberto José Román y otros s/privación ilegal de la libertad") y 2054 ("Falcón, Néstor Horacio y otros s/privación ilegal de la libertad y asociación ilícita"), conocidos como Plan Cóndor I, II y III, respectivamente. Se dispuso que junto a estos tres expedientes también se juzgue la causa conocida como Automotores Orletti II, por estar relacionado con el Plan Cóndor y también por tener en común a algunos grupos de víctimas.
1. Imputados
2. Víctimas

### 2024

#### Brigadas
El 26 de marzo de 2024 se dictó sentencia en la causa "Brigadas" sobre los crímenes cometidos en los "pozos" de Banfield, Quilmes, Lanús-Avellaneda (El Infierno) y San Justo, la provincia de Buenos Aires.
El juicio abarcó crímenes cometidos contra 610 víctimas, incluyendo el caso de Noche de los Lápices, en el que fueron torturados, violados, secuestrados y asesinados un grupo de adolescentes. Entre las víctimas totales del juicio se encuentran mujeres embarazadas, niños y niñas apropiadas -siete de los cuales recuperaron su identidad-, militantes, y ocho mujeres trans y travestis. Es la primera vez en la historia argentina que militares son condenados por crímenes como privación ilegítima de la libertad, tormentos, abuso sexual y reducción a la servidumbre contra personas del colectivo travesti trans.
Fueron condenados once hombres (diez a prisión perpetua y uno a 25 años), mientras que un imputado fue absuelto. La sentencia estableció que los condenados “cometieron los delitos en el marco de un genocidio”.
El juicio se inició el 27 de octubre de 2020, ante el TOF N. 1 de La Plata.
Los condenados a prisión perpetua fueron Federico Minicucci, exjefe del Regimiento de Infantería Mecanizado N°3 de La Tablada; Guillermo Matheu, exjefe de Actividades Psicológicas; Carlos Fontana, excapitán; Alberto Candioti, exjefe de la Sección Comando y Servicio; Jorge Di Pasquale; Carlos Pavón; Roberto Balmaceda; Jaime Smart, exministro de gobierno bonaerense; Juan Wolk; Jorge Antonio Bergés, exmédico policial; y Horacio Luis Castillo.

## Causas elevadas a juicio

### Causa Caballero II
Se lleva a cabo en Resistencia, Chaco en Tribunal Oral Federal, en él se investigan las investigan torturas, privación ilegítima de la libertad y por primera vez se investiga una violación como delito de lesa humanidad, por los que están imputados once personas, entre militares y policías del Chaco y están acusados por los delitos de: Tormentos, Privación Ilegítima de la Libertad (Desaparición Forzada de Personas) y Violación; cometidos en el centro clandestino de detención de la ex Brigada de Investigaciones de Resistencia.
Los imputados son el capitán Tadeo Bettoli y el teniente Luis Alberto Patetta y los miembros de la Policía del Chaco y oficiales de la Dirección de Investigaciones: el comisario Ramón Esteban Meza, el sargento Gabino Manader, el oficial principal Francisco Rodríguez Valiente y los agentes Enzo Breard, y José Marín, todos ellos que ya fueron condenados en la Causa Caballero I. En esta causa se suman otros imputados: Albino Luis Borda, Ángel Jorge Ibarra y Miguel Pelozo y Héctor Rubén Roldán, quienes enfrentan a la Justicia por primera vez. En esta causa se agregó la desaparición de una pareja de formoseños, que fueron vistos por última vez en la Brigada de Investigaciones. Se juzga también la privación ilegal de la libertad y los tormentos sufridos por: Emilio Eduardo Saliva; Carlos Erasmo Aguirre, Julio Aranda y Roberto Alcides Greca, estudiantes universitarios de la JUP de la Facultad de Arquitectura, secuestrados en noviembre de 1976, y también de Mauricio Berger, un pequeño productor agropecuario militante de Ligas Agrarias de Chaco.

### Causa Gangora
La misma investiga un caso de apropiación ilícita y se desprende la «Causa Sambuelli», la causa fue iniciada el 19 de noviembre de 2012 en el Tribunal Oral Federal de Santa Fe, que investigó crímenes de lesa humanidad perpetrados en el norte santafesino durante el terrorismo de Estado. El fallo de esta causa se dio a conocer el 6 de agosto de 2013, con condenas para los siete imputados.

### Operativo Independencia
Los imputados son el Roberto Albornoz, Ricardo Sánchez, Luis Armando De Cándido, Jorge Lazarte, Ramón Jodar, Miguel Ángel Moreno, Pedro Rojas, Pedro López, Enrique José Del Pino, Jorge Gerónimo Capitán, Alfredo Svendsen, Francisco Camilo Orce, José Luis Figueroa, Néstor Castelli, Julio Meroi, Omar Edgardo Parada, Enrique Bonifacino, José Roberto Abba, Manuel Rubén Vila y Pedro Casiano Burtnik. La megacausa concentra denuncias por delitos de violación de domicilio, privaciones ilegítimas de la libertad, torturas, abusos sexuales y homicidios contra 270 personas.

### Primer Cuerpo: Iriart Fabio
El Tribunal Oral Federal de La Pampa dará inicio a la audiencia de debate en esta causa, parte de la Megacausa Primer Cuerpo. Tres exmilitares y nueve expolicías irán a juicio oral y público por el secuestro y la tortura de 30 personas en dependencias policiales que funcionaron como centros clandestinos de detención en las ciudades de Santa Rosa, Jacinto Aráuz y General Pico, de la provincia de La Pampa, durante el último gobierno militar —Causa 13/09—.
Los oficiales del Ejército procesados son el exteniente coronel (r) Fabio Carlos Iriart, quien se desempeñó como comandante de la Subzona 14, y el excoronel Néstor Greppi. De ese Comando de Subzona, dependía un cuerpo de policías pampeanos, quienes estuvieron encargados de llevar a cabo los secuestros, mantener en cautiverio y torturar a las víctimas. El grupo, estuvo integrado por el inspector mayor Roberto Esteban Constantino, el subcomisario Roberto Oscar Fiorucci, el comisario Omar Aguilera —se desempeñaba como jefe de Operaciones del grupo—, el auxiliar Athos Reta, el oficial subayudante Néstor Cenizo, el oficial ayudante Antonio Oscar Yorio, y los oficiales Carlos Alberto Reinhart y Hugo Marenchino, según la investigación judicial.

### Rodríguez José
El Tribunal Oral Criminal Federal de La Rioja, debe fijar fecha de debate en esta causa. El por entonces conscripto José Rodríguez se encuentra imputado por el delito de homicidio calificado por alevosía del conscripto Roberto Villafañe, ocurrido el 30 de agosto de 1976 (Causa 348 – R – 2009).

### Subzona XIV
Entre 2011 y 2014 En la causa conocida como sub zona 14 II fueron sometidos a proceso más de 45 imputados, se dieron por acreditados unos 250 casos de privación ilegal de la libertad y torturas, a su vez tales ilícitos en el caso de los máximos responsables concurren con el delito de asociación ilícita. Dichos ilícitos fueron caracterizados de “lesa humanidad”, en tanto la Cámara Federal de Bahía Blanca le agregó la figura de “genocidio”. Sin embargo en 2016 los cinco represores condenados fueron liberados tras estar procesados por más de 300 casos de secuestros y torturas cometidos en esa provincia durante la última dictadura militar.
La decisión la tomó el tribunal de esa jurisdicción y los beneficiados son Luis Lucero, Miguel Ochoa, Óscar "Miseria" López, Jorge Quinteros y Orlando Pérez. El argumento es que se vencieron los plazos de la prisiones preventivas.

### Causa Tumbaya
En 2016 comenzó el juicio por el secuestro de militantes del Partido Comunista, privados de su libertad y detenidos desaparecidos en la localidad del mismo nombre y en la capital jujeña, entre agosto y diciembre de 1976. Los imputados pertenecieron a la policía de la provincia, al Servicio Penitenciario y al Ejército; ellos son: Alberto Callao, Juan Carlos Vaca, Siro Goyechea, Armando Ruíz y Armando Claros, los cuales están detenidos. Carlos Alberto Gutiérrez y Ramón Herreray a Catalino Soto, Melanio Portal, Federico Colmenares, Teodomiro Batalla y Jorge Ernesto Mendoza. También están imputados los exmilitares Rafael Mariano Braga y Eduardo Bulgheroni, que ya habían sido condenados a prisión perpetua, y Luciano Benjamín Menéndez. El proceso permitirá indagar sobre el traslado de las personas secuestradas el 15 de diciembre de 1976, día en el que dos camiones partieron del penal de Gorriti al Aeropuerto Horacio Guzmán, de donde solo una de las unidades regresó, siendo detenidos desaparecidos 17 militantes, entre ellos Paulino Prudencio Galeán, Crecente Galéan, Rosalino Ríos, Elías Juan Toconás, Rosa Santos Mamaní, Carlos Villada y Vicente Cosentini.

### Causa por secuestros en Mercedes Benz
El 28 de octubre de 2023 la jueza federal de San Martín, Alicia Vence, elevó a juicio oral la imputación contra Juan Ronaldo Tasselkraut, exgerente de la empresa alemana Mercedes Benz, por su intervención en la privación ilegal de la libertad y desaparición forzada de dos trabajadores a su cargo, Héctor Ratto y Diego Núñez.

## Condenados por delitos de lesa humanidad
Véase la nómina de condenados por crímenes de lesa humanidad en Argentina

## Datos estadísticos sobre los juicios
Horacio Verbitsky proporcionó en una nota un resumen estadístico con datos provenientes del CELS al 31 de diciembre de 2015 y la Procuración de la Nación publicó bajo licencia left un informe sobre el mismo tema al 24 de marzo de 2016 y otro el 29 de diciembre de 2016.
Según los datos del CELS al 31 de diciembre de 2015:
1. En los juicios realizados hasta diciembre de 2015, hubo 662 condenados y sesenta absueltos.
2. El 38 % de las condenas hasta diciembre de 2015 fueron a la pena máxima, esto es prisión perpetua; el 27 % fue a penas entre quince y veinticinco años de prisión; el 31,5 % fue a penas de tres a quince años de prisión y el 3 % fue condenado a penas de hasta tres años.
3. De los 925 procesados, el 41,2 % o sea 383 está en libertad y 542 en prisión preventiva, de los cuales 224 la cumplen en su domicilio y el resto en la cárcel.

Según datos de la Procuración General al 1 de marzo de 2016:
1. Hubo 2354 personas imputadas. Hay 526 causas activas y otras 227 causas que fueron acumuladas a expedientes principales, en algunos casos «megacausas», en alguna instancia de la investigación.
2. El 31 % de los imputados se encuentran dentro de las 156 sentencias dictadas.
3. Las sentencias condenaron al 90 % de las personas comprendidas en ellas y absolvieron al 10 %.
4. En las trecientos setenta causas en trámite sin sentencia hay 876 procesados, a 132 se les dictó falta de mérito sin perjuicio de que la investigación continúe, veintiocho fueron sobreseídos, veintiséis tienen su situación procesal sin resolver aún.
5. Un total de 252 imputados han fallecido y tres fueron declarados incapaces, en ambos casos sin ser sentenciados.
6. Hay cincuenta y siete personas prófugas de la justicia, una de ellas luego de haber sido condenada.
7. 669 imputados fueron condenados y sesenta y dos fueron absueltos, en las 156 sentencias dictadas, aclarando que el 75 % de los casos no tiene sentencia firme.
8. Fallecieron 252 imputados sin haber tenido sentencia y sesenta que habían sido condenados.

Según la Unidad de Superintendencia para Delitos de Lesa Humanidad, dependiente de la Corte Suprema de Justicia de la Nación:
A enero de 2017 el número de sentencias y de condenas dictadas era el siguiente:
| Año     | Sentencias | Condenas |
| 2008    | 6          | 20       |
| 2009    | 12         | 39       |
| 2010    | 16         | 110      |
| 2011    | 17         | 86       |
| 2012    | 21         | 147      |
| 2013    | 25         | 168      |
| 2014    | 20         | 97       |
| 2015    | 17         | 118      |
| 2016    | 19         | 136      |
| Totales | 153        | 921      |